# 추축국
추축국(樞軸國, 영어: Axis powers) 혹은 로마-베를린 추축, 내지는 로마-베를린-도쿄 추축(영어: Rome-Berlin-Tokyo Axis)은 제2차 세계 대전에서 연합국에 대항하여 싸운 군사 동맹을 일컫는 용어로서 나치 독일, 파시스트 이탈리아, 일본 제국이 주요 가맹국이었다. 그들은 극우적 이데올로기 및 반(反)연합국적인 입장이라는 점에서는 일치했지만, 그 외에 조직력이나 이념적 응집력 등의 단결 요소는 다소 부족했으며 서로의 이해 관계가 잘 맞지 않는 모습도 보였다.
추축국은 1930년대 중반 나치 독일, 이탈리아 왕국, 일본 제국 등의 외교적 노력으로 성장하였다. 그 시작은 1936년 10월 23일 독일과 이탈리아가 서명한 독일-이탈리아 의정서였다. 1936년 11월 1일, 베니토 무솔리니는 다른 모든 유럽 국가들이 로마-베를린 축을 번갈아 가도록 선언하면서 '축'이라는 용어를 만들었다. 그 무렵 독일과 일본 제국 사이에 체결된 방공 협정이 비준되었다. 이탈리아는 1937년에 이 협정에 가입했으며 그 뒤를 따라 헝가리 왕국과 스페인이 가입했다. 1939년 이탈리아와 독일 사이에 강철 조약이 체결됨에 따라 양국 간의 협력 관계는 군사 동맹 체제로 변모했다. 이듬해인 1940년에 조인된 삼국 동맹 조약은 독일 - 이탈리아 - 일본의 세 나라 및 기타 동맹국들의 군사적인 목표를 명확히 했다. 위의 세 조약은 추축국을 형성하는 근본적인 토대였다.
추축국은 1942년 제2차 세계 대전 당시 유럽, 북아프리카, 동아시아의 대부분을 지배했다. 연합국과는 대조적으로, 추축국들 간의 3자 정상회담은 없었고 협력과 조정은 미미했으며, 때때로 주요 추축국들의 이해관계가 서로 달랐다. 추축국은 그들이 1945년에 전쟁에서 패배했을 때 함께 막을 내렸다. 연합군의 경우와 마찬가지로 추축국의 회원 자격은 유동적이었으며, 일부 국가는 전쟁 과정에서 편을 바꾸거나 군사적 개입의 정도를 변경했다.
유럽 내에서는 이탈리아와 독일만의 동맹을 지칭하기 위해 추축국이라는 용어가 자주 사용되지만, 유럽 밖에서는 일반적으로 일본을 포함시켜 추축국이라고 명명하는 편이다.

## 탄생

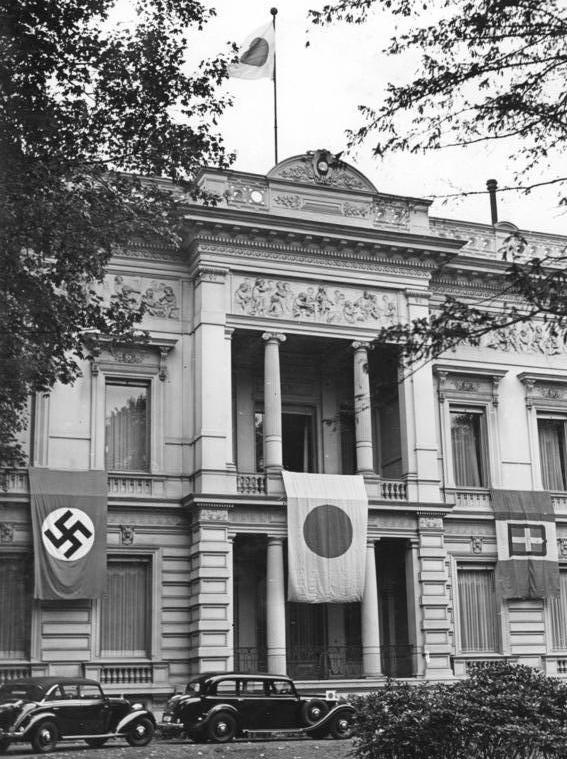
베를린의 일본 대사관에 게양된 나치 독일, 일본 제국, 이탈리아 왕국의 국기 (1940년 9월)

베니토 무솔리니(왼쪽)과 아돌프 히틀러(오른쪽)

추축국이라는 용어는 첫 번째로 헝가리의 파시스트 총리인 굄뵈시 줄러가 처음 사용한 것으로 알려져 있다. 그는 삼국 동맹을 주장한 독일, 헝가리, 이탈리아의 동맹을 달성시키기 위해 독일과 이탈리아의 중계자로 활동했다. 1936년, 굄뵈시가 갑작스럽게 죽고, 독일이 뮌헨에서 협정을 체결하면서, 후계자인 더라니 칼만의 새로운 파시스트 정부는 추축 초기의 삼변형 구도를 추구하려는 노력을 포기했다.
"non v'ha dubbio che in questo momento l'asse della storia europea passa per Berlino."
지금 이 순간, 유럽 역사의 한 축이 베를린을 통과하고 있다는 것은 의심할 여지가 없다.

유럽의 국제 관계는 로마와 베를린을 연결하는 선을 '추축(Axis)'으로 하여 변화할 것이다— 베니토 무솔리니, 1936년 연설 중

무솔리니는 1923년 9월에 처음으로 '축(영어: Axis)'라는 용어를 언급하였다. 이후 그는 1936년 10월 25일 우정 조약을 체결하면서 로마-베를린 추축(영어: Rome-Berlin axis)이라는 용어를 사용했다. 이 조약은 원래 이탈리아가 나치 독일에 반대하던 때에 체결됐는데, 제2차 이탈리아-에티오피아 전쟁에서 독일 덕분에 국제 연맹에서 지원을 받은 이후, 1939년에 두 나라의 관계는 무솔리니에 의해 강철 조약이라는 동맹으로 성장했다.
추축국은 공식적으로 삼국 동맹 협정을 독일의 베를린에서 1940년 9월 27일에 독일, 이탈리아, 일본이 서명하며 시작됐다. 이후, 이 조약에 헝가리(1940년 11월 20일), 루마니아(1940년 11월 23일), 슬로바키아(1940년 11월 24일), 불가리아(1941년 3월 1일)가 합류했다. 이탈리아어 동맹 이름인 로베르토(ROBERTO)는 1940년부터 1945년까지 로마-베를린-도쿄 추축의 영어명인 "Rome-Berlin-Tokyo"를 딴 것이다. 가장 강력한 군사적 회원국은 독일과 일본이었다. 이 두 나라는 1936년에 방공 협정을 맺었다.'

## 경제와 군사 지원
전쟁 기간 동안 국가의 경제에 따른 전쟁 부담 비율은 국민총생산(GNP)으로 나뉘었으며, 군비 지출 비율과 노력의 비율에 따라 달라졌다. 독일 GNP의 1분기는 거의 1939년에 전쟁 노력에 최선을 다하고, 그리고 3분기인 1944년에는 독일 경제의 붕괴로 GNP가 미미했다. 1939년, 일본이 중국과의 전쟁을 치르기 위해 노력하여 GNP의 22%를 지출하고, 1944년에는 4분의 3으로 증가했다. 이탈리아는 독일, 일본과는 달리 경제를 동원하는 데 실패하고, 전쟁 노력과 GNP는 독일과 일본의 동맹의 전전 수준에서 유지되었다.

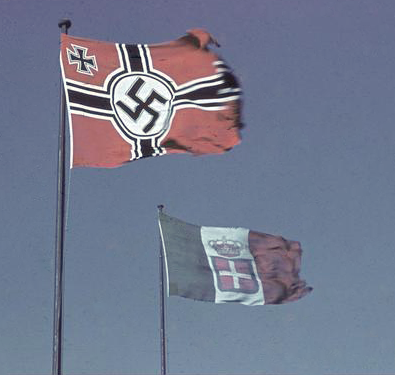
나치 독일과 이탈리아 왕국의 군기

추축국의 전체 국내총생산(GDP)는 연합국의 GDP보다 낮았다. 이탈리아와 일본은 모두 연합국보다 산업 능력이 부족하여 추축국 사이의 상호 경제에 의존하고, 국제 무역은 연료와 기타 산업 자원의 외부 상황에 따라 달라졌다. 결과적으로, 이탈리아와 일본의 동원도는 1943년에 낮아졌다.
추축국의 군사 중에서는 중심 국가인 독일, 이탈리아, 일본 외에는 다른 국가의 동원도는 매우 낮았고, 독일, 이탈리아, 영국과 비교했을 때 일본의 소득 수준은 상대적으로 매우 낮았다.

## 참여 국가

### 나치 독일

1942년 나치 독일의 영토

나치 독일은 국가사회주의 독일 노동자당(나치당)의 당수인 아돌프 히틀러가 통치하고 있었다.
독일 시민들은 베르사유 조약의 결과로 독일은 막대한 배상금을 지불하고, 독일의 영토와 인구, 식민지를 전부 상실하게 되어 1차 대전 이후에 매우 모욕받았다고 느끼고 있었다. 1920년의 하이퍼인플레이션으로, 독일 경제는 인플레이션과 배상금으로 인해 부담이 커졌다. 1923년, 프랑스가 루르 지역을 점령하여 독일인의 프랑스인에 대한 불만의 감정을 갖고 배상금 지불이 늦어지는 결과를 가져왔다. 1920년대 중반, 독일은 경제가 개선되기 시작했지만, 대공황의 여파로 더욱 경제적 어려움과 독일의 불황에 독일 내에서는 급진적인 해결책을 주장하는 정치가가 증가했다. 아돌프 히틀러 아래 나치는 등 뒤의 칼 찌르기 이야기를 주장하며 독일인은 유대인과 공산당에게 배반당하고, 남은 주요 전력으로 다시 독일을 재건하고 나치 독일에 포함되는 알자스로렌, 오스트리아, 수데텐란트 등 유럽의 다른 독일인 거주 지역을 요구했다. 이 외에도, 나치가 추구한 나치 정책의 일환으로 독일의 식민지로 비독일 폴란드 영토, 발트 지역, 그리고 소련을 정복할 목적으로 동부 유럽의 광역적인 레벤스라움(생활권)을 주장했다.

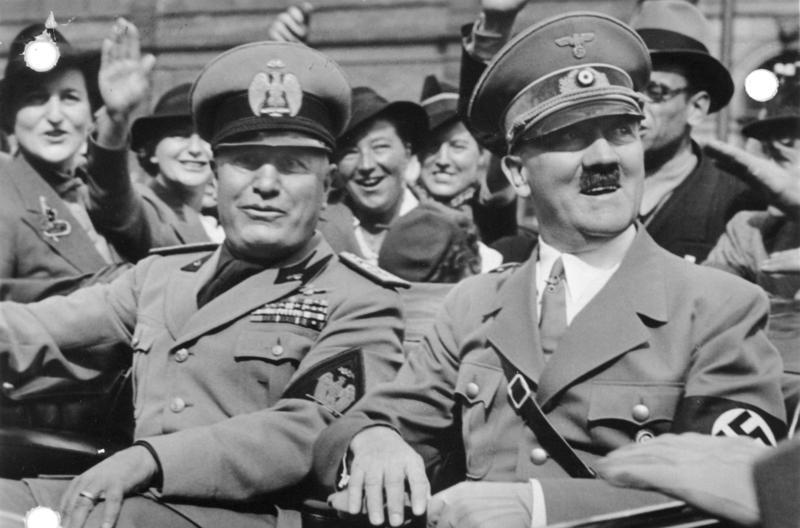
독일 총통 아돌프 히틀러(오른쪽)과 이탈리아 두체 베니토 무솔리니(왼쪽).

1936년 3월에는 재군비 선언과 라인란트 재무장을 함으로써 독일은 베르샤유 조약을 포기했다. 독일은 이미 징병을 재개하고 1935년에 독일 공군의 존재를 공개했다. 또, 1938년에는 오스트리아를 병합하고, 체코슬로바키아의 수데텐란트(뮌헨 협정)와 리투아니아의 메멜을 1939년에 얻었다. 독일은 체코슬로바키아의 모든 체코 지역을 1939년에 점령하고, 체코슬로바키아를 분할하여 보헤미아-모라바 보호령은 독일에 합병하고, 슬로바키아 공화국을 만들었다.
1939년 8월 23일에는, 독일과 소련이 독소 불가침 조약(몰로토프-리벤트로프 조약)에 서명하면서 동유럽의 영향권을 나누는 비밀 조약도 같이 있었다. 8일 후, 독일은 조약에 따라 폴란드를 침공하고, 이후 제2차 세계대전이 시작되었다. 1941년 말까지, 독일은 유럽의 많은 부분을 점령하고 독일군은 소련과 전쟁할 경우 모스크바를 점령 가능할 정도(A-A 선으로 아르한겔스크-아스트라한 진격선)로 커져 있었다. 그러나 독소전쟁 시작 후, 독일군은 모스크바 공방전에서 패배하고 스탈린그라드 전투와 쿠르스크 전투에서 독일군 대부분의 군사력을 잃게 되었다. 그리고 서방 연합군은 프랑스 상륙과 이탈리아 상륙을 전개했으며, 군사력이 고갈된 독일군은 3면 전쟁을 하면서 1945년에 무조건 항복했다.

### 이탈리아 왕국

1942년 이탈리아 왕국의 최대 영토

이탈리아 왕국은 파시즘 독재와 두체인 베니토 무솔리니의 지도하에 있었다.
제1차 세계 대전 동안, 이탈리아는 독일 제국과 오스트리아-헝가리 제국을 상대로 전쟁을 벌였다. 전쟁이 끝나고, 이탈리아는 런던 조약에서 영국이 약속한 영토보다 더 적은 영토만을 획득했다. 런던 조약은 베르사유 조약으로 인해 무효화되고, 이탈리아의 국가주의가 대두되며 이탈리아 민중은 베르사유 조약을 불법으로 보았다. 전쟁으로 인해 60만명의 사상자가 발생했다. 내부 불만 및 경기 침체로 인한 불만을 수용한 이탈리아의 파시스트였던 베니토 무솔리니는 1922년에 집권했다.
19세기 후반에, 통일 후 민족주의 운동이 성장하며 이탈리아 실질회복운동으로 이탈리아어 사용 지역의 통합을 주장했다. 따라서 이탈리아 관리가 통치하는 베네치아가 통합되고, 달마티아 지역을 통치하려는 욕망을 가지고 있었다. 이탈리아 파시스트는 새로운 로마를 주장하며 지중해 지배를 목표로 하였다. 1935년부터 1936년까지, 2차 이탈리아-에티오피아 전쟁으로 이탈리아가 에티오피아를 합병하고, 파시스트 정부는 이탈리아 제국을 선포했다. 이에 국제 연맹은 영국이 주도해 항의하여 이탈리아는 외교 고립에 직면하지만 특별한 조치는 하지 않았다. 1937년에는 이탈리아가 국제 연맹을 탈퇴하고, 같은 해에 방공 협정에 일본, 독일과 함께 서명했다. 1939년 3-4월에 이탈리아 군대가 알바니아를 침공하고, 합병하였다. 독일-이탈리아 간의 강철 조약은 5월 22일에 서명했다.
이탈리아는 제2차 세계 대전에 1940년 6월 10일에 참가했다. 1940년 9월에 독일, 이탈리아, 일본은 삼국 동맹 조약에 서명했다. 그러나, 1941년에는 이탈리아 군대가 대패하며 큰 피해를 입었다. 이것은 그리스-이탈리아 전쟁과 이탈리아의 이집트 침공의 패배의 결과였다. 이탈리아는 유고슬라비아 침공과, 그리스 공방전 등 독일의 개입을 통해 이탈리아 군사의 붕괴와 도시 함락을 막기 위해 노력했다. 1943년에 이탈리아 사람들은 무솔리니에 대한 신뢰를 잃고, 더 이상 전쟁을 지지하지 않았다. 이탈리아는 모든 식민지를 잃고, 연합국은 북아프리카를 5월에 점령하고 시칠리아를 7월에 침공했다.
1943년 7월 25일, 이탈리아의 에마누엘레 3세 국왕은 무솔리니를 실각하고, 그를 체포하며 연합국과 비밀 협상을 시작했다. 1943년 9월 8일에는 공동 참전국으로 서방 연합국에 가입하고, 이탈리아는 연합국과 휴전하며 정전 협정을 체결했다. 1943년 9월 12일, 무솔리니는 그란사소 습격에 의해 독일에게 구조되었고, 이탈리아 사회 공화국(이탈리아어: Repubblica Sociale Italiana, RSI)을 세우며 종속국의 상태에서 약간의 권력만 가지고 삼국 동맹 조약에 따라 모양만 추축국의 일원으로 다시 참가한다. 이것은 파시스트의 부활로 여겨졌으며, 살로 공화국(이탈리아어: Repubblica di Salò)으로 불린다.

### 일본 제국

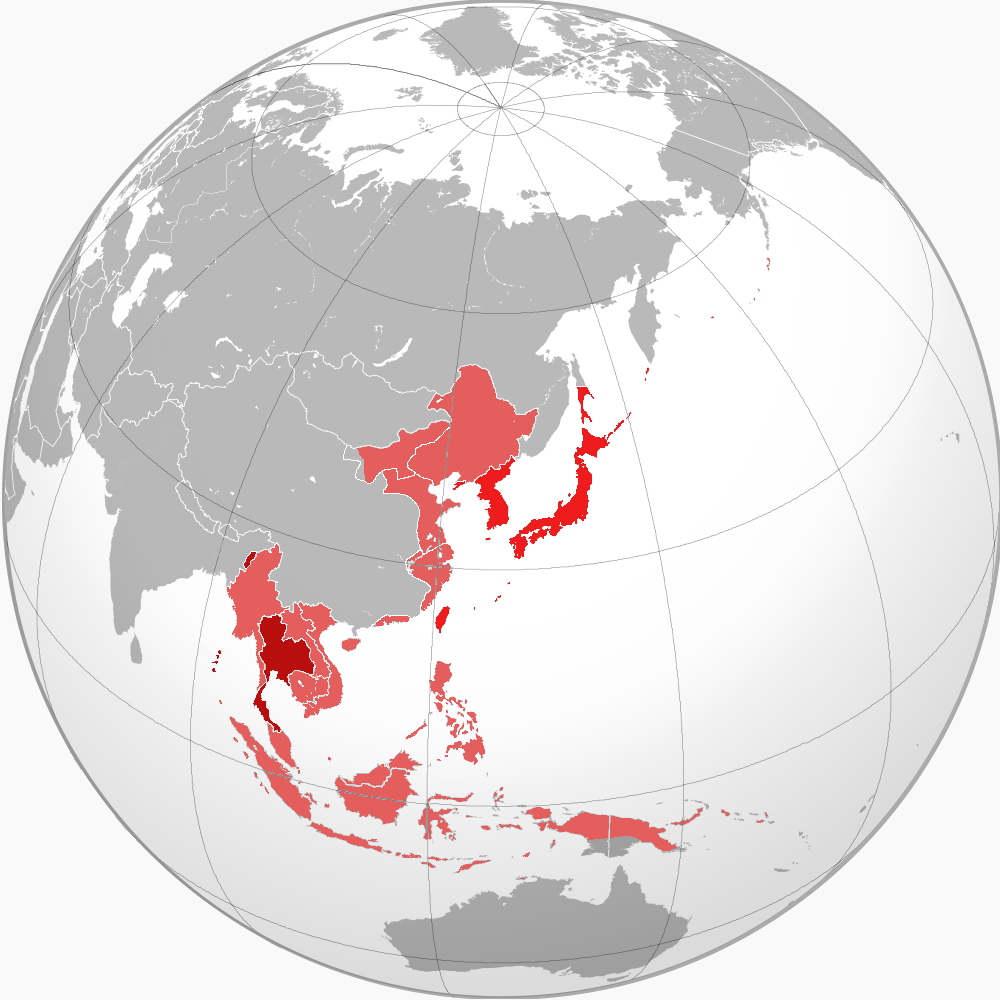
전쟁 기간 중 일본 제국의 최대 영토

일본 제국은 아시아와 태평양에서의 유일한 추축국이였다. 일본 제국은, 일반적으로 천황이 지배하고 있었다. 일본 제국 헌법에서, "천황은 국가의 원수로서 통치권을 총람하고, 이 헌법의 조항에 따라 이를 행한다." (제4조)는 조항과 "천황은 육해공군을 통수한다." (제11조)는 조항이 있었다. 황실 기관은 대본영과 내각의 두 참모로 구성되어 있었다.
일본은, 대동아공영권을 주창하면서 이에 포함된 만주, 내몽골의 많은 부분과, 중화민국, 말레이시아, 프랑스령 인도차이나, 네덜란드령 동인도, 필리핀, 미얀마, 인도의 일부분, 특히 중앙 태평양 제도들을 요구했다.

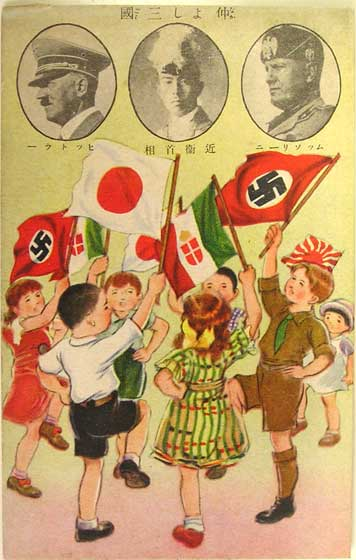
독일, 이탈리아, 일본과의 협력을 추진하여 1938년에 만들어진 일본의 선전 포스터.

1920년대에 대공황으로 인한 경제 침체로 내부 불화가 커지자, 일본은 군국주의의 확장 발전론을 펼친다. 일본은 자급자족할 천연 자원이 부족해지자, 아시아의 패권을 확립하고 일본 본토에서는 풍부한 천연 자원의 지역을 점령하면서 성장한다는 계획을 세웠다. 일본의 이 정책은, 국제 연맹에 의해 1930년대 중반에 소외된 독일, 이탈리아의 정책과 같은 성격을 띄고 있었다. 독일과 일본은 초기 군사 동맹으로 함께 시작한 방공 협정을 맺었다. 두 나라는 소련이 공격하면 다 함께 공격하기로 하였다.
일본의 최초 주요 전쟁 작전인 중일 전쟁은 1937년에 발발했다. 이후 일본의 침략과 중국의 점령 작전인 삼광 작전은 난징 대학살 같은 대규모 민간인 학살을 불러오게 된다. 일본 육군은 소련과 할힌골 전투를 치루면서, 소련-몽골까지의 만주 방어선을 강화한다. 일본은 이후 1941년에 소비에트 연방-일본 중립 조약을 체결하며 소련과의 잠재적인 전쟁을 피하려는 노력을 기울였다.
유럽의 전쟁에 초점이 모여지는 동안, 일본은 유럽의 아시아 식민지를 얻는 것을 모색했고 1940년 일본은 독일의 프랑스 붕괴에 응답하여 프랑스령 인도차이나를 점령했다. 비시 프랑스의 정권 동안, 독일은 인도차이나의 인수를 승낙했다. 연합군은 일본과 전쟁은 하지 않았다. 그러나, 중국과의 계속된 전쟁으로 미국은 1941년 일본의 수출 금지령을 선포했다. 이것은 산업, 무역, 전쟁 노력에 필요한 강철과 석유의 수입을 제한하는 것이었다.
필리핀의 미국 세력을 분리하고, 미군 해군 전력을 약화시키기 위하여 대본영은 일본 제국 해군에게 1941년 12월 7일 하와이의 미군 해군 기지인 진주만 공격을 지시했다. 일본 군대는 말레이시아와 홍콩을 즉시 침략했다. 일본은 처음에는 연합군에게 일련의 피해를 입힐 수 있었으나, 1943년을 기점으로 미국의 생산력이 증가하여 미국은 일본 본토를 향해 반격을 시작했다. 태평양 전쟁의 마지막은 1945년의 히로시마와 나가사키의 원자 폭탄 투하로 끝났다. 소련은 공식적으로 1945년 8월에 전쟁을 선포하고 만주 전략공세작전으로 만주와 중국 북동부, 사할린, 한반도 북부를 공격했고
이후 1945년 9월 2일 일본은 항복을 선언했다.

### 헝가리 왕국

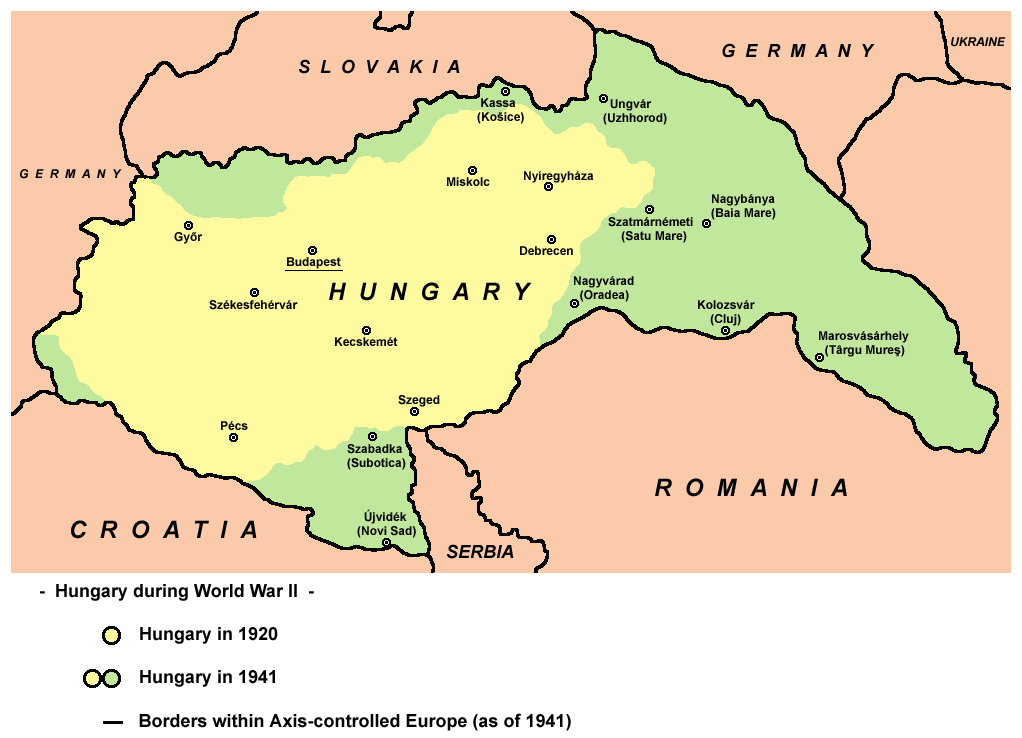
제2차 세계 대전 기간의 헝가리의 지도

1942년 헝가리의 최대 영토

헝가리는 섭정인 호르티 미클로시가 지배하고 있었다. 헝가리는 삼국 동맹 조약을 1940년 11월 20일에 체결하면서, 삼국 외의 국가 중 가장 먼저 동맹에 가입했다.
1910년 말부터 1920년 초까지, 정치적 불안정이 나라를 괴롭히다가 호르티 미클로시 섭정이 정권을 지배했다. 헝가리 귀족이며 오스트리아-헝가리 제국 해군 장군을 지낸 호르티는 1920년대에 섭정이 되었다. 헝가리는, 강한 반유대주의와 민족주의를 가지며 헝가리 민족주의는 나치 독일을 지원했다. 트리아농 조약으로 잃어버린 영토를 되찾으려는 헝가리 민족주의자들의 욕구가 발생했다. 헝가리는 독일로부터 1939년 헝가리인이 많은 체코슬로바키아의 남슬로바키아 지역을 받고, 루마니아의 북부 트란실바니아를 제2차 빈 중재로 얻었다. 유고슬라비아를 침공할 때, 헝가리인들은 자신의 영토의 헝가리 군으로 독일 군대의 침공과 이동을 허가했다. 유고슬라비아의 일부 부분은 헝가리에 합병되었다. 이에 대응하여, 영국은 즉시 외교 관계를 해제했다.
헝가리는 바르바로사 작전에 참가하진 못했지만, 6월 27일에 헝가리는 소련에 대한 전쟁을 선포했다. 50만명이 넘는 병력이 동부 전선으로 파병되었다. 헝가리의 모든 군부대는 소련과의 전쟁에 참가하였다. 헝가리의 가장 크고 가장 중요한 공헌은 제2육군이었다.
1941년 11월 25일, 헝가리는 방공 협정에 서명했다. 헝가리와 다른 추축국과 함께 소련에 대한 다양한 작전에 참가하였다. 그러나, 1943년에는 독일군의 퇴각으로 헝가리 북부 지역을 소련이 얻게 되었다. 헝가리 제2육군은 보로네시 근처의 돈강에서 대패하였다. 1944년, 헝가리 방향으로 진격한 소련 군대로 인해 호르티는 연합국과의 평화 협정을 요청했다. 그러나, 독일은 판저파우스트 작전으로 새로운 정권을 수립한다. 결국 부다페스트는 소련과의 치열한 전투 끝에 함락되었다. 독일계 헝가리인은 이탈리아로 퇴각하여 종전까지 전투하였다.

### 루마니아 왕국

1939년 루마니아의 영토

전쟁이 1939년에 유럽에서 발생할 때, 루마니아 왕국은 영국과 폴란드와 협력하였다. 그러나, 독일과 소련에 의해 폴란드 침공이 이루어지고 프랑스와 저지대 국가를 독일이 점령함에 따라 루마니아는 외교적으로 고립되고, 독일과 친파시스트 세력은 성장하였다.
1939년 8월에 독일-소련 불가침 조약을 맺을 때, 독일과 소련 사이의 비밀 협약이 맺어지고, 바르바로사 작전이 일어나기 전까지 소련은 북부 루마니아의 일부를 얻을 수 있었다. 1940년 6월 28일, 소련은 루마니아의 베사라비아와 북부 부코비나, 하질라 지역을 얻었다. 1940년 8월 30일, 독일은 루마니아의 북부 트란실바니아의 헝가리 제공을 강요하고, 그 결과 제2차 빈 중재가 맺어졌다. 남부 도브루자는 1940년 9월 1일에 불가리아로 반환되었다. 자국의 파시스트들을 달래기 위한 일환으로 카롤 2세 루마니아 국왕은 친독계 성향의 이온 안토네스쿠를 총리로 1940년 9월 6일에 임명했다. 이렇게 해서 철위대 정권이 수립되었으나 1941년 헝가리가 북부 트란실바니아를 획득하면서 붕괴되었다.
이틀 후, 안토네스쿠는 젊은 아들을 임명하기 위해 미하이 1세를 왕좌에 오르게 하고, 그 자신은 독재를 선언하였다. 미하이 1세와 안토네스쿠의 군사 정권 아래, 루마니아는 삼국 동맹 조약을 1940년 11월 23일 서명했다. 독일 군단은 1941년에 나라를 점령하고 유고슬라비아와 소련 침공의 발판으로 삼는다. 루마니아는 또한 천연 자원, 특히 석유와 곡물을 제공했다.
루마니아는 소련 공격에 1941년 6월 22일 합류했다. 거의 80만명 이상의 루마니아 병사가 동부 전선에서 전투하였다. 소련에 의해 합병되었던 영역은 다시 루마니아로 반환되었다. 1943년, 전황이 전환되기 시작하고 소련은 루마니아와 가까운 남부 유럽을 공격했다. 나치 독일이 패망할 것이라 예상하고, 루마니아는 1944년 8월 23일 미하이 1세의 쿠테타를 일으켰고 안토네스쿠를 체포했다. 루마니아 군대는 체코슬로바키아와 오스트리아로 도주하여, 전쟁이 끝날 때까지 독일과 전투하였다.

### 불가리아 왕국

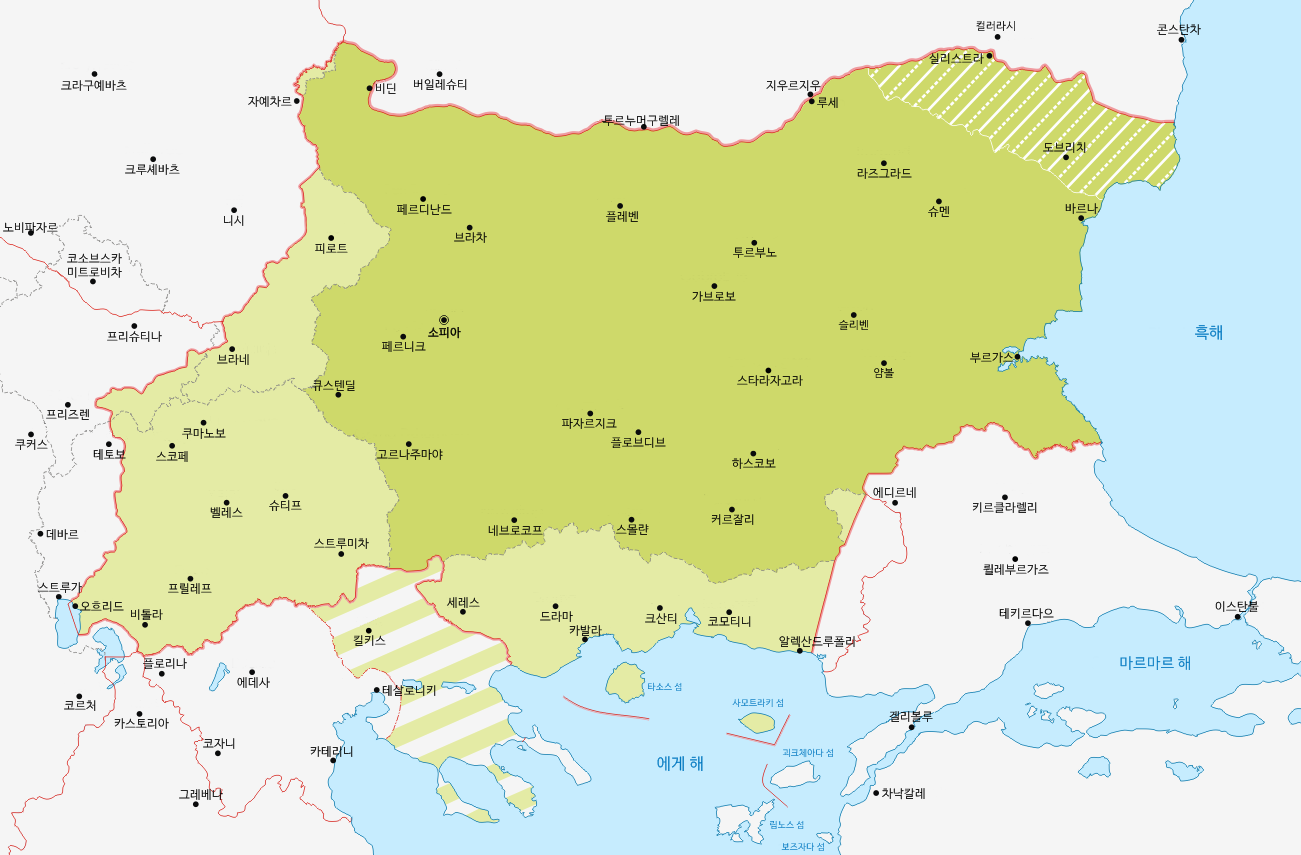
1941년 불가리아 왕국의 최대 영토.

불가리아 왕국은 보리스 3세 국왕이 1941년 3월 1일에 삼국 동맹 조약이 체결될 때 지배하고 있었다. 불가리아는 제1차 세계 대전에서 독일의 동맹으로 독일처럼 잃어버린 땅의 반환을 촉구하며, 특히 마케도니아와 서트라키아 지역을 중요시했다. 1930년대에, 전통적인 우익 세력들은 친 나치 독일 세력이었다. 1940년, 크라이오바 조약에 따라 독일은 루마니아에게 남부 도브루자 반환을 강요하고, 1913년에 빼앗겼던 도브루자 지역을 되찾았다. 산스테파노 조약에 따라, 추축국이 약속한 경계 내에서 불가리아는 추축국에 가입되었다.
불가리아는 유고슬라비아와 그리스의 독일 침공에 가담하고, 유고슬라비아의 바르다르 베노비아와 그리스의 마케도니아, 서트라키아 지역을 얻었다. 발칸 반도에서 불가리아는 다양한 저항 운동군과 전투하였다. 독일의 압력에도 불구하고, 불가리아는 바르바로사 작전에 참가하지 않았다. 그러나, 양 측의 공식적인 전쟁 선언이 없었는데도 불구하고, 불가리아 해군은 소련 흑해 함대와 여러 차례 전투하였다.
불가리아 정부는 서방 연합국에게 전쟁을 선포했다. 그러나, 그 결과 소피아와 같은 불가리아의 대도시들은 주로 1943년부터 1944년에 영국 공군과 미국 육군 항공대에 의해 많은 폭격이 이루어졌다. 붉은 군대가 불가리아 국경에 가까워 졌을 때, 1944년 9월 2일에 쿠테타를 일으켜 연합국과 평화협정을 맺었다. 그러나, 9월 5일에 소련은 불가리아에 선전포고를 하고 붉은 군대는 어떤 저항도 받지 않고 점령하였다. 1944년 9월 9일의 쿠데타 이후, 조국 전선의 새 정부는 미군과 연합군과 함께 종전까지 전투하였다. 15만명 이상의 불가리아인이 전투 중 사망하고, 불가리아 소유의 남부 도브루자, 서트라키아, 바르다르 마케도니아를 잃었다.

### 공동 교전국
여기에 속한 국가들은 삼국 동맹 조약을 맺지 않아 추축국이 아니다.

#### 핀란드
핀란드는 삼국 동맹 조약을 체결하지 않아서 정확하게는 추축국이 아니다. 핀란드는 방공 협정을 1941년 11월에 서명했다.
1939년 8월 독일-소련 불가침 조약 체결 후, 독일과 소련 사이의 동유럽과 핀란드의 영향권을 나누는 비밀 협정도 있었다. 1939년 11월에 핀란드에게 영토 및 다른 양보를 협박한 후, 실패하자 소련은 핀란드 공산주의 꼭두각시 정부를 만들기 위한 목적으로 겨울 전쟁으로 핀란드를 침공했다. 이 충돌은 독일의 철광석 공급을 위협하고 연합군의 간섭 위험이 높았다. 핀란드의 저항에도 불구하고, 평화조약은 1940년 3월에 체결되어 카렐리아 지협과 핀란드의 두 번째로 큰 도시인 비보르크를 포함하여 소련의 몇 가지 주요 핵심 영역과 방어선인 만네르하임 선을 주었다. 전쟁 후, 핀란드는 영국에게 보호 및 지원을 추구하고 중립인 스웨덴에게도 하였으나, 소련의 저지로 실패했다. 이 결과로 핀란드는 독일과 가까워지게 되는데, 이유는 잃어버린 영토의 회복에 도움이 되고, 나중에 소련의 지속적인 압박을 줄이며, 독일의 지원을 받기 위해서였다.
바르바로사 작전 개시일에, 소련 침략은 독일 조약 파기의 표시로 핀린드는 핀란드 내로 들어오는 독일 비행기를 허용하여, 독일 폭격기들은 크론시타트와 네바강에서 연료를 보급하기 위해 동프로이센의 기지로 돌아가기 전에 핀란드 비행장에 이착륙했다. 보복으로 소련은 1941년 6월 25일에 핀란드에 대한 소련의 선전포고를 하고, 그 결과 핀란드 비행장과 주요 도시에 대한 공세가 시작되었다. 소련과 핀란드의 전투는 보통 계속 전쟁이라 칭한다.
핀란드의 주요 목적은 겨울 전쟁 때 잃어버린 영토를 탈환하는 것이였다. 그러나, 1941년 7월 1일에 핀란드의 원수인 칼 구스타프 에밀 만네르헤임이 오늘의 명령으로 핀란드가 관심 있는 영토인 러시아의 카리알라에서 국제적 이해를 얻지 못했다.
영국과 핀란드 사이의 외교 관계는 영국의 독일과 핀란드의 페쳉그스키 군 도시 폭격 후, 1941년 8월 1일 절단되었다. 영국은 소련을 상대로 핀란드의 군사 공세를 중단시키기 위해 1941년 12월 6일 핀란드에게 선전포고하였다. 리시-리벤트로프 조약의 결과로 핀란드와 미국의 관계가 절단되지만, 선전포고로 이어지지는 않았다.
공동으로 공격하는 동안 서로 긴밀하게 협력했지만, 독일과 핀란드는 무스만스크를 공격하는 은여우 작전에서 핀란드는 군사 명령을 유지시키고 독립적인군사 목표를 추구하였다. 핀란드는 적극적으로 레닌그라드 포위전의 참여를 거부하고, 유대인 병사들은 군대에 계속 있으면서 또한 유대인 망명을 받아들었다.
핀란드와 독일 사이의 관계는 리시-리펜트로프 조약으로 더욱 가까워지고, 군수 및 항공 지원과 관련하여 독일의 조건이 제시되면서, 비보르크-페트로자보츠크 공세로 핀란드와 조정하였다. 대통령 리스토 리티가 평화협정을 걸지만, 별도의 평화를 추구하지 않은 핀란드 의회는 비준하지 않았다.
소련이 전투 준비를 마친 후, 리티의 후임자인 만네르하임은 9월 4일 계약을 기각하지만, 1944년 9월 19일에 소련과 비밀 협상을 열고 모스크바 정전 협정을 맺었다. 휴전의 조건에 따라, 핀란드는 자국 내의 독일 군단을 추방해야 한다는 것으로 라플란드 전쟁이 일어나게 된다. 1947년, 핀란드는 연합국과 파리 조약을 체결했다.

#### 이라크 왕국

이라크 왕국의 영토

이라크는 1941년 5월에 앵글로-이라크 전쟁으로 영국과 전쟁을 벌였다.
1941년 이라크에는 반영국 정서가 광범위했다. 1941년 4월 1일에, 이라크 전역을 점령한 민족주의 정부의 국무 총리 라시드 알리는 1930년대 맺어진 앵글로-이라크 조약을 거부하였으며 영국이 자국의 군사 기지를 포기하고 철회할 것을 요구했다. 알리는 이라크에서 영국 세력을 추방하고 독일과 이탈리아의 지원을 추구했다.
1941년 5월 9일, 무함마드 아민 알-하사니는 예루살렘의 무프티 알리와 연관되어, 거룩한 전쟁이 선언되고, 이에 대한 영국의 아랍 전역의 영국의 지배에 대한 반감이 상승했다. 1941년 5월 25일에 독일군이 공격 작전을 강화했다.
히틀러는 총통 지령 30호에서, 
| “ | "중동의 아랍 자유 운동은 영국에 대한 우리의 자연적인 동맹국이다. 이 연결에 대한 중요성은 이라크의 해방에 연결되어... 난 따라서 이라크를 지원하여 중동에서 앞으로 이동하기로 결정했다." | ” |

이라크와 영국 사이의 적대 세력에 대한 전투는 1941년 5월 2일에 하바니야의 RAF 공군 기지에 시작되었다. 독일과 이탈리아가 나중에 시리아의 비시 프랑스 기지를 이용, 이라크에게 항공기와 대공 무기를 지원하고 시리아-레바논 전역이 발생하게 된다.
독일의 계획은 영국령 이집트를 통해, 팔레스타인과 이라크로 독일-이탈리아 공세를 전환할 계획이였다. 이라크의 군사는 저항하지만, 1941년 5월 31일에 끝났다. 라시드 알리와 무프티는 이란으로 도주, 그리고 터키로 옮기고, 이탈리아로 가고, 알리는 이라크의 원수로 히틀러에 의해 환영받았다. 결국 베를린으로 망명 정부르 세웠다. 베를린의 선전 방송에서 무프티는 독일과 이탈리아를 지원해 영국에 저항하는 아랍의 상승을 돋우었다. 그는 또한 발칸 반도의 무슬림 무장 친위대 지원자의 채용을 도왔다.

### 부수적 가국

#### 산마리노
1923년부터, 산마리노는 산마리노 파시스트당(PFS)에 의해 이탈리아와 밀접한 관계로 통치하고 있었다. 1940년 9월 17일에, 산마리노가 영국에게 전쟁을 선포하자 그 외 연합국도 참전하였다. 산마리노는 또한 파리 조약에도 참석하지 않아서, 독일과의 관계도 복원했다. 이것은 그가 산마리노가 1936년에 터키 학생을 받지 않은 것도 외국인 적 사건을 반복하지 않기 위해서였다.
3일 후 무솔리니가 실각하자, PFS는 무너지고 새 정부는 중립국을 선언했다. 파시스트는 1944년 4월 1일 회복하지만 중립은 그대로 유지했다. 6월 26일에는, 영국 공군이 실수로 산마리노를 폭격하여 63명이 사망했다. 파시스트와 추축국은 이 비극을 연합국의 중립 국가 폭격으로 선전에 사용한다.
산마리노의 추축국 세력은 9월 17일 퇴각하여 점령하지만, 채 3일도 지나지 않아 다시 연합국에게 넘겨졌다. 연합국의 점령후 산마리노는 9월 21일 독일에게 선전포고하고, 산마리노의 파시스트는 축출당했다. 새로 선출된 정부는 11월 16일 파시스트를 금지했다.

#### 유고슬라비아 왕국

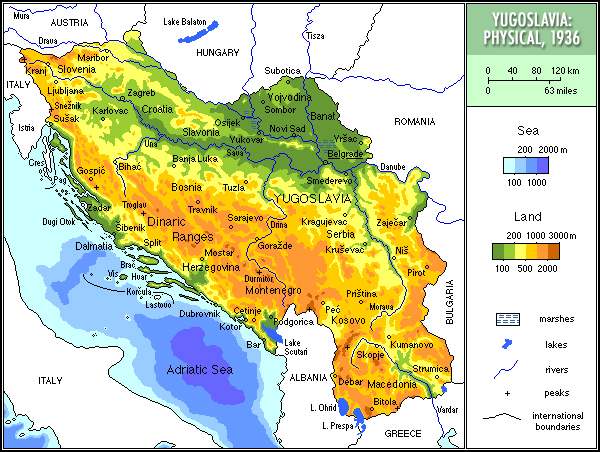
1936년 유고슬라비아의 영토

1941년 3월 25일, 유고슬라비아의 침공을 두려워했던 파울 왕자는 상당한 예약과 함께 삼국 동맹 조약에 서명하였다. 다른 추축국과는 달리, 유고슬라비아는 군사 지원이 의무가 아니였고, 전쟁 중 추축국의 병력 이동만 가능했다. 이탈리아는 유고슬라비아의 영토를 목적이였기 때문에 유고슬라비아의 추축국 가입을 공개적으로 환영하지 않았고, 유고슬라비아와 추축국 동료가 된 것을 싫어했다. 반면에 독일은 유고슬라비아를 통해 군사 통행으로 말라타 작전으로 그리스를 점령하고자 했다.
1941년에 동맹을 체결한 지 이틀 후, 거리에서의 대규모 시위 이후 쿠데타로 인해 왕자인 파울은 축출당했다. 17살이였던 페타르 2세는 국왕으로 선언되었고, 세르비아 정교회로부터 대관식과 기름부음을 받았다. 새 유고슬라비아 정부인 페타르 2세는 추축국의 침략이 두려워 삼국 동맹 조약에 아직 남아 있다는 것을 나타내려 시도 했다. 그러나 독일의 아돌프 히틀러는 영국 왕자가 페타르의 쿠데타의 뒤에 있었고, 침공이 의심되는 나라로 생각했다.
독일의 침공은 1941년 4월 6일에 시작했다. 유고슬라비아는 베르사유 조약이후 다민족 국가로써 많은 동부 정교회인들이 주도하고 있었다. 또한 나치 독일이 점령할 때 주요 저항 단체까지 주가 아니였기 때문에 국가 정체성은 해결되지 않았으며 유고슬라비아 파르티잔과 크로아티아인들이 발칸 반도에서 공격적으로 형성되고 공격하기 시작했다. 저항은 2주 동안만 지속되었으며 베오그라드에서 무조건 항복을 4월 17일에 체결했다. 페타르 2세 국왕과 많은 유고슬라비아 우익들은 추축국에 협조하고 싶지 않았다.
유고슬라비아 왕국은 더 이상 추축국의 구성원이 될 수 없었으며 나라가 해산된 후 여러 조각난 추축국 꼭두각시 정부가 생성되었다. 세르비아, 크로아티아, 몬테네그로 등 여러 지방 왕국이 생성되었다. 유고슬라비아의 나머지 부분은 추축국이 분할 점령하였다. 독일은 드라바 베노비아를 합병하였다. 이탈리아는 남서부 드라바 베노비아와, 크로아티아의 일부분 (달마티아와 섬), 그리고 코소보와 알바니아(1939년부터 점령)를 점령했다. 헝가리는 보이보디나와 바라나를 포함한 국경 지역을 점령했다. 불가리아는 마케도니아와 세르비아의 일부 지역을 합병했다.

#### 자유 인도 임시 정부
자유 인도 임시 정부는, 수바스 찬드라 보스가 이끄는 인도 망명정부로, 마하트마 간디가 주장한 비폭력의 방법을 거절하고 인도 민족주의를 주장했다.
가장 유명한 지도자 중 하나는 인도 독립 운동 중 인도 국민 회의이고, 보스는 2차 대전 초기에 영국에게 체포되었다. 1941년 1월 그는 가택 연금에서 탈출 후, 1942년 싱가포르를 통해 독일 도달 이후, 주로 인도인 포로를 구성으로 한 인도 국민군을 창설했다.
보스와 A. M. 샤리와 다른 지도자들은 이테올로기의 지원을 받아 도야마 미쓰루와 겐요샤의 육군 고문과 함께 지원을 받았다. 인도의 사상가 아스트 크리나마 무크, 보스의 친구와 그의 아내인 사브티리 데비 등은 히틀러의 지원을 받아 추축국에 찬성하였다. 보스는 레시 브라이 보스와 함께 일본 인도 독립 연맹의 설립자가 되었다. 보스는 1943년 10월 21일 인도의 독립을 선언했다. 인도 국민군에게 할당된 일본 육군 중에는 히데오 이와크로와 사부로 이소다가 있었다.
임시 정부는 공식적으로 안다만 니코바르 제도를 점령했다. 이 제도는 일본의 점령 후 1943년 11월에 일본 소속으로 넘어갔다. 정부는 자신의 통화와 우표와 국가를 제정한 적이 없었다. 그 정부가 공식적으로 해체된 것은 2년이 지난 1945년 8월 18일이였다. 이 정부는 8개의 나라로부터 인정받았다. (독일, 일본, 이탈리아, 만주국, 난징웨이 정권, 크로아티아, 바 위 민족주의 체제의 버마, 사실상 호렐 포렐 체제의 필리핀)

## 점령국

시기별 추축국 국가 현황. 연합국은 녹색 계열, 추축국은 붉은색 계열과 노란색, 소련은 연보라색과 파란색, 중립국은 회색이다.

### 일본 제국점령국
- 몽골 인민공화국 일부
- 중화민국 일부 (#  만주국)(중일 전쟁)
- 미국 일부 (진주만 공격, 웨이크섬, 미드웨이 해전, 하와이주 일부, 괌)
- 영국 식민지만 포함 ex)미안마주
- 포르투갈(식민지만 포함)
- 네덜란드령 동인도
- 인도 제국 일부
- 필리핀
- 오스트레일리아 일부

### 나치 독일점령국
- 리투아니아 서부 클라이페다 (1939년 )
- 폴란드 (1939년 점령)
- 네덜란드 (1940년 점령)
- 노르웨이 (본토)
- 덴마크 (본토)
- 룩셈부르크 (1940년 점령)
- 벨기에 (1940년 점령)
- 프랑스 (1940년 점령)
- 체코슬로바키아의 체코
- 비시 프랑스 (식민지만 포함)
- 유고슬라비아 왕국 (1941년 점령)
- 그리스 왕국 (1941년 점령)
- 소련 일부 (동부 유럽 전선)

### 이탈리아 왕국점령국
- 프랑스 일부 (1940년 점령)
- 유고슬라비아 왕국 일부 (1941년 점령)
- 그리스 왕국 (1941년 점령)
- 자유 프랑스 일부
- 이집트 왕국 일부
- 이탈리아 사회공화국

### 헝가리 왕국점령국
- 루마니아 왕국 북부 트란실바니아 (1941년 점령)
- 유고슬라비아 왕국 일부 (1941년 점령)

### 루마니아 왕국점령국
- 소련 우크라이나 지역 일부 (1941년 점령)

### 불가리아 왕국점령국
- 유고슬라비아 왕국 일부 (1941년 점령)
- 그리스 왕국 일부 (1941년 점령)

## 추축국의 종속국

### 일본의 종속국
일본 제국의 종속국은 1932년 만주국으로 시작하여, 그 곳에서 정부를 자처하는 이들이 점령했다. 이 종속국들은 국제 인식의 변화 달성도를 나타낸다.

#### 만주국

만주국의 영토

만주국은 일본의 괴뢰 정권으로 1930년부터 만주와 중국 동부 일부를 점령했다. 이 나라는 명목상으로 청나라의 마지막 황제인 푸이가 집권하고 있었지만, 실제로는 일본의 관동군에 의해 통치되고 있었다. 만주국은 표면상으로 만주족이 지배하고, 이 지역은 한족이 다수가 있었다.
1931년 만주사변 이후, 만주국이 독립하고 푸이가 황제에 올랐다. 푸이는 1932년 2월 18일에 국가 원수로 추대되었으며 그는 만주국의 독립을 선포했다. 80개 국가 중 23개국은 만주국을 인정하지만, 리그 그 자체는 만주가 합법적으로 중국의 일부로 남은 1934년에 선언되었다. 리그에서 분열을 촉진시켰다고 생각한 일본은 취소했다. 독일, 이탈리아, 일본, 소련은 만주국을 인정한 주요국이였다. 그 외 국가를 인정한 다른 국가는 헝가리, 도미니카 공화국, 코스타리카, 엘살바도르, 그리고 바티칸 시국이 있었다. 만주국은 몽강연합자치정부, 바 위, 왕징웨이 정권, 그리고 자유 인도 임시 정부와 버마국을 포함한 다른 일본 종속국도 인정했다. 만주국은 1945년 만주 전략공세작전으로 인해 괴멸된다.

#### 몽강연합자치정부
몽강연합자치정부는 내몽골의 일본 괴뢰 정부이다. 이 나라는 명목상 왕자 덕왕이 통치하고, 몽고의 칭기즈칸의 후손임을 내세우고 있지만, 사실 일본 육군에 의해 제어되고 있었다. 몽강국의 독립은, 일본이 이 지역을 점령한 후인 1936년 2월 18일에 선포했다.
내몽골은 거대한 평원과 사막 지역으로 이 지역은 난징의 중앙 정부의 통치에 불만을 가지고 있었다. 내몽골의 젊은 왕자는 일부는 중앙 정부로부터의 더 큰 자유를 얻기 위해 선동하고, 그것은 일본의 판-몽골주의를 악용하여 결국 소련이 외몽골을 통제하여 자신은 최고의 기회라고 생각하고 일본을 끌어들었다.
일본은 이론적으로 내몽골의 몽골 민족과 중앙 정부와의 긴장을 이용해 몽강국을 세웠다. 일본은 아시아의 몽골 동맹을 만들고 결국 소련에서 몽골의 모든 정복 판-몽골리즘을 사용하게 되었다.
중국은 다양한 꼭두각시 정부가 1940년 3월에 왕징웨이 정권으로 통합될 때, 몽강국은 자율적인 연방으로써 별도의 정체성을 유지했다. 그 지역은 일본 제국 군대의 확고한 통제하에 있지만, 왕자 덕왕은 자신의 군대를 세우고 독립하였다.
몽강국은 1945년에 일본의 제2차 세계 대전 패배 후, 소련과 적몽골의 침공에 의해 멸망했다. 거대한 소련군이 내몽골로 접근하자, 그들은 몽골 기병의 약한 저항을 받았지만 곧 물리치고 완전 점령하였다.

#### 왕징웨이 정권
왕징웨이 정권은 1940년 3월 29일에 왕징웨이에 의해 일본의 지원과 함께 새운 국가로써 수도는 난징이었다.
중일 전쟁 동안, 일본은 동양의 중원의 거의 대부분을 점령하였다. 여러 일본의 꼭두각시 정부 설립 후에, 일본 군대의 점령 지역에서 1937년에 베이징에 중화민국 임시 정부가 세워졌고, 1938년에는 난징에 중화민국 유신정부가 세워졌다. 이러한 정부들은 1940년 난징에서 왕징웨이 정권으로 통합되었다. 정부(왕징웨이 정권이라고도 함)는 국제 정권과 채택한 상징과 같이 따라가게 했다.
난징 정부는 실질적인 영향력은 없고, 그 주요 역할은 일본 정부의 선전 역할이었다. 난징 정부는 중국의 일본 점령을 승인하고 일본 보호하의 만주국의 독립을 인정, 만주와 외교 관계를 체결했다. 난징 정부는 1941년 방공 조약에 가입하고, 1943년 1월 9일에 영국과 미국에게 선전포고하였다.
정부는 처음부터 일본과 긴장 관계에 있었다. 그의 정권의 왕징웨이는 중국의 진정한 민주 정부의 기호를 복사하여 국민당으로 만든 일본은, 정권의 국기의 문제로 가장 자주 충돌하는 문제는 국기에 중화민국의 기호가 있었다.
1943년 이후 일본의 상황이 악화되자, 난징 육군은 최초로 일본이 구상중인 것보다 더 차지하고 더 많은 실질적인 역할을 부과했다. 신사군 군대는 거의 지속적으로 공산주의자를 채용했다.
왕징웨이는 1944년 11월 10일에 나고야에서 사망하고, 그의 대리인인 천궁보가 물려받았다. 천은 약간의 영향력만 있었고 실질로는 상해 시장인 저우포하이가 있었다. 왕징웨이의 사망은 정권이 가진 작은 정당성이 사라졌다. 이 국가는 또 다른 해동안 파시스트 정권을 표방하고 계속 끌어왔다.
1945년 9월 9일에 일본의 패배에 따라 장군 허잉친이 항복하고, 장개석이 점령하였다. 난징 육군의 장군들은 신속하게 동맹을 선언하고, 이후 일본의 항복 후 좌측을 진공하기 위해 공산당의 시도에 저항하는 명령을 내렸다. 천궁보는 1946년에 수감되고 처형당했다.

#### 필리핀 제2공화국
바탄 반도의 필리핀-미군이 항복한 후, 일본은 1942년 괴뢰상태에 필리핀을 독립시켰다. 1943년, 필리핀 국회는 필리핀 독립 공화국을 선포하고 필리핀 제2공화국의 대통령으로 호세 라우렐이 당선되었다. 국가에 대한 광범위한 지원이 없기 때문에, 그 곳에는 반일본 정서는 별도의 일본에 의해 저질려진 만행에 의해 커졌다. 필리핀 제2공화국은 일본의 항복과 함께 끝났다. 라우렐은 체포되고 미국 정부에 의해 반역죄로 기소되지만, 대통령 마누엘 로이스에 의해 사면받았다. 그는 궁극적으로 후에 정치에 남아 필리핀 상원 선거에 승리했다.

#### 베트남 왕국
베트남 왕국은 1945년 3월 11일부터 8월 23일까지 짧은 일본의 괴뢰 정부이다.
일본이 통제, 장악한 프랑스령 인도차이나는 명목상으로 비시 프랑스 하에 있었다. 1945년 3월 9일, 일본이 공식적으로 정부 통제 판결이 내려졌다. 곧이어, 천황 바오다이는 1884년의 조약을 폐기하고 트란 통 김은 역시 총리가 되었다.
나라의 짧은 존재에도 불구하고, 이 나라는 기근으로 고통받았고(1945년 베트남 기근), 뿐만 아니라 공용어를 프랑스어에서 베트남어로 바꾸고 학교도 베트남어를 가르쳤다.

#### 캄보디아 왕국
캄보디아 왕국은 1945년 3월 9일부터 4월 15일까지 존재한 짧은 일본의 괴뢰상태의 왕국이다.
1941년 중반, 일본은 캄보디아 점령 후에도 명목적으로는 비시 프랑스 하에 있었다. 대동아공영권의 일본의 명목으로 식민지를 유지하는 도쿄의 정책에도 불구하고, 많은 크메르 민족주의자를 이겨냈다.
이 정책은 전쟁의 마지막 몇 달 동안 변경되었다. 일본은 지역의 지원을 얻기 위해서, 그들은 프랑스 식민지를 해산하고 대동아공영권의 구내에서 독립을 선언하기 위해 점령했다. 나흘 후, 노로돔 시아누크 국왕은 캄보디아의 독립을 선언했다. 앙코르와트 신문의 공동 편집자인 송 노 타치는 5월에 도쿄에서 외무 장관이 되었다.
일본 항복 날짜에 새 정부의 총리로 송 노 타치의 아들이 되었다. 그러나, 10월에 연합군이 점령할 프놈펜을 점령하자, 아들 노탄은 일본과의 협력 혐의로 프랑스로 추방되었다. 그의 지지자 중 일부는 프랑스-타이전쟁에서 크메르 아이리크 운동 중 한 파벌로 1940년 북서 캄보디아가 태국 지배하에 있게 된다.

#### 라오스 왕국
태국 민족 통일주의자인 펫사랏 랏사나봉사 왕자는, 1941년 1월에 처음으로 라오스 민족 단체를 세우고, 국가 혁신 운동을 주도하여 하노이에서 비쉬 당국에 의해 지원받았다. 이 그룹은 라오스의 국가와 라오스의 국기를 제정하면서 역설적으로 프랑스의 지원을 받았다. 이 나라는 1945년에 독립을 선언했다.
1944년에 샤를 드 골이 해방할 때까지 문제가 있었다. 이것은 일본과 비시 프랑스령 인도차이나의 동맹 관계의 끝을 의미했다. 일본은 드골주의를 대체할 의도가 없었으나, 1944년 말에 그들은 하노이 군사 쿠데타를 모의했다. 1945년 3월과 4월에 프랑스의 몇몇 군사들은 산으로 도망치고, 일본은 루앙프라방와 비엔티안을 점령했다. 국왕 시사방 봉은 일본에 의해 억류되었지만, 그의 아들인 황태자 사방 밧타나은 라오스 인민으로 프랑스의 지원을 추구하고 라오스인들은 일본과 전투를 하고 많은 사람들이 사망하였다.
왕자 펫사랏 랏타나봉사는 그러나 이것에 반대하고, 라오스 독립은 일본에 의해 이루어질수 있다고 생각했다. 실제로는 국가는 혼란에 있었으나, 랏타나봉사 정부는 실질적인 권위가 없었다. 다른 라오스 단체는 라오스 세리(자유 라오스)로, 이산 지역에서 자유 태국 운동 단체의 지원을 받았다.

#### 버마국 (바 마우의 체제)
일본 제국 육군과 미얀마의 민족지도자 아웅 산은 1942년 영국령 버마를 지배했다. 버마주는 미얀마의 민족지도자 바 마우를 통해 8월 1일 설립되었다. 바 위체제는 아웅산에 의해 명령되었던 버마 국방군(나중에 버마 국민군)을 설립했다.

### 독일의 종속국
유럽의 독일 점령 국가의 행정부는 비교적 자유로웠고, 그들은 모든 면에서 주권 국가라 인식했다. 점령된 폴란드의 제너럴 거번먼트로 알려진 중앙 폴란드는, 블루 경찰이 지배하고 있었지만, 합법적인 폴란드 정부로 인정하지 않고 독일이 행정권을 가지고 있었다. 점령된 노르웨이에서의 크비슬링 정권은 비드쿤 크비슬링이 지배하고 있었지만, 실은 라이흐스코미사리아트 노르웨이가 지배하고 있었다. 그들은 무장 군사를 허용하지 않아, 군사 동맹으로 인정하기에는 문제가 있다. 네덜란드에서의 "네덜란드의 대통령"이라 부르는 안톤 무스트가 지배하고 있었지만, 상징적인 제목으로 민족사회주의 정부가 있었지만 독일이 행정 내각을 세웠고, 그것은 진정한 네덜란드 정부로 인정되지 않았다.

#### 슬로바키아 공화국 (티소 체제)

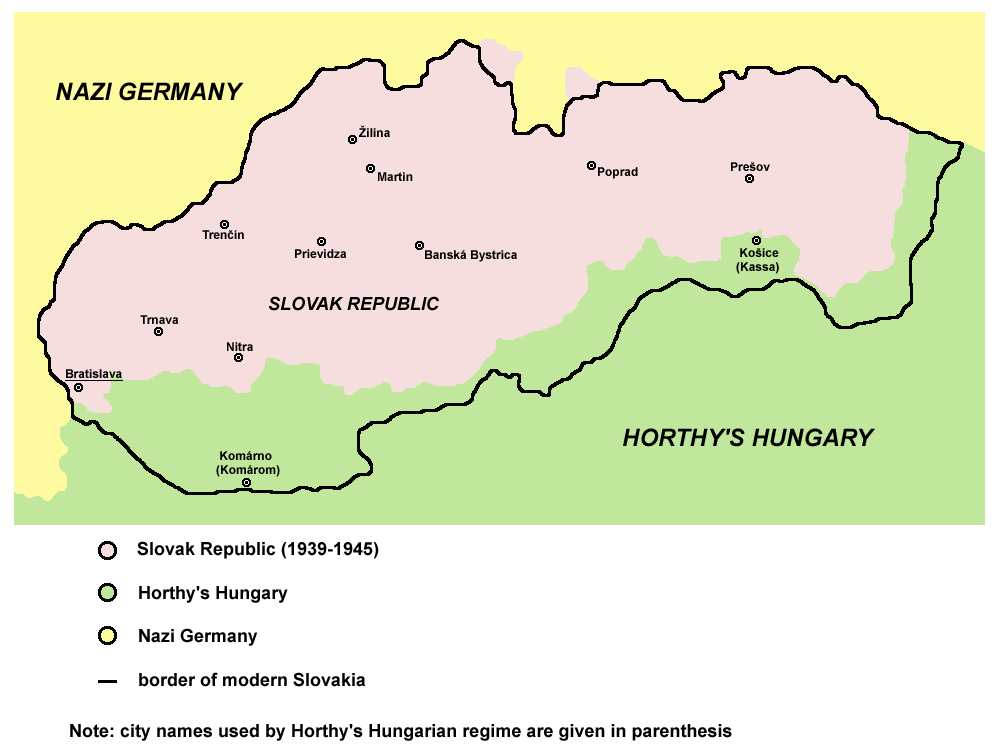
1941년 슬로바키아의 영토

슬로바키아 공화국은 요제프 티소 아래 1940년 11월 24일에 삼국 동맹 조약에 가입했다.
슬로바키아는 1939년 3월 14일에 독일과 밀접하게 체코슬로바키아로부터 독립하였다. 슬로바키아는 1939년 3월 23일에 독일과 보호 조약을 체결했다.
슬로바키아 군대는 독일의 폴란드 침공에 참여하여 스피시와 오라바를 점령했다. 그 두 지역(사이잔 실레지아 포함)은 1918년 폴란드와 체코슬로바키아 사이 국경 분쟁 이후, 폴란드가 뮌헨 협정 이후 합병할 때까지, 나뉘었다. 9월 전투 후, 슬로바키아의 그 지역은 점령하였다.
슬로바키아는 전쟁 동안 5만명의 출자와 독일군과 함께 폴란드를 침공하였다.
슬로바키아는 1941년에 소련에게 선전포고 하고 방공 협정을 맺었다. 슬로바키아는 동부 전선에서 8만명 이상의 병력과 2개 사단을 지원했다. 슬로바키아는 1942년 영국과 미국에게 선전포고 하였다.
슬로바키아는 독일 군사 점령에 반대하여 슬로바키아 민족 봉기를 일으키고, 이 반란은 1944년 8월 29일에 시작하고 무장 친위대와 슬로바키아 치안대들은 즉시 요제프 티소에게 충성하지 않고 슬로바키아 천주교의 사제는 독재자로 규명했다.
전쟁 후 티소는 처형되었으며 슬로바키아는 체코슬로바키아와 병합되었다. 폴란드와의 국경은 전쟁 이전으로 돌아갔다. 슬로바키아와 체코는 1993년에 분리되었다.

#### 뵈멘-메렌 보호령
뵈멘-메렌 보호령은 1939년 3월 14일 슬로바키아 공화국의 독립 선포 후 아돌프 히틀러에 의해 3월 16일 프라하에서 생성을 선포하였다. 이 보호령은 제2차 세계 대전에서 독일의 패배 후 해체되었다.

#### 세르비아 구국정부
1941년 4월, 독일은 유고슬라비아를 침공, 점령 후 4월 30일에 친독 성향의 밀란 아치몰비치가 세르비아 행정부를 장악하고 세르비아가 형성되었다. 1941년 바르바로사 작전 이후 독일과 이탈리아를 상대로 요시프 브로즈 티토의 공산당 파르티잔이 발칸 반도 전역에서 생성되었다. 그들은 대부분의 병력들이 소련에 전개되어 파르티잔은 독일의 심각한 우려를 낳았다. 오직 3개 사단만 자국에 있었기 때문이었다. 8월 13일에, 546명의 세르비아인들은 국가에 많은 눈에 띄는 지도자들이 나치에 충성하는 세르비아를 지지하고, 파르티잔의 저항을 비난하였다. 2주 간의 항소 후, 파르티잔의 저항의 추진력을 얻음과 함께 75명의 유명한 세르비아인들은 베오그라드에서 회의를 열어 세르비아 장군인 밀란 아치몰비치 하에 "세르비아 구국정부"를 세웠다. 8월 29일에 독일 당국은 장군 네디치와 함께 정부를 세웠다. 전 유고슬라비아 섭정 왕자인 페타르는, 국가의 원수로 인정되는 동안 네디치는 총리를 맡았다. 독일은 치안을 유지하기 위해 무장 세르비아 군대에 의존한 결과로 독일은 세르비아에서의 경찰과 군병력이 부족하였다. 1941년 8월에는, 독일에 대한 세르비아의 저항이 점점 더 효과적이게 되었다. 이러한 세르비아의 형태는 독일군과 갖추고 있었다.
네디치의 군대는 세르비아 경비병과 세르비아 자원봉사단으로, 대부분 초기 파시스트의 유고슬라비아 Zobr 국민 운동 (Jugoslovenski narodni pokret "Zbor", 또는 ZBOR로 불림)의 회원이었다. 이 중 일부는 유고슬라비아 왕립 육군에 속했을 뿐 아니라, 이탈리아나 독일로부터 유니폼과 헬멧을 구입하여 사용한 적도 있었다. 이들은, 반독 성향의 저항하는 사람들과, 크로아티아인, 이슬람교와 유대인 뿐 아니라 세르비아인 대량 학살에 직접적으로 관여하고 회원 중 용의자들도 있었다. 전쟁 후, 이 사건과 세르비아 협력의 문제에 세르비아 개입 역사 수정론에 따라 달라질 수 있었다.
| “ | 세르비아의 독일 점령 세력은 장차 이 지역의 질서와 평화를 유지하고 독일의 전쟁 경제에 필요한 자사의 산업과 기타 자원을 이용해야 했다. 그러나, 국가 권력의 오래 된 상태를 관리하고, 헌병과 경찰 기구는 서비스를 하지 않는다면, 그것은 잘 조직되었으나 성공적으로 계획을 실현하지 않은 것이다. | ” |

몇몇 집중 억류 캠프들은 세르비아에서 1942년에 반프리메이슨 행사에서 도시 베오그라드에 형성되었다. 1942년 4월 1일, 세르비아 게슈타포가 형성되었다.

#### 이탈리아 사회공화국 (살로 공화국)

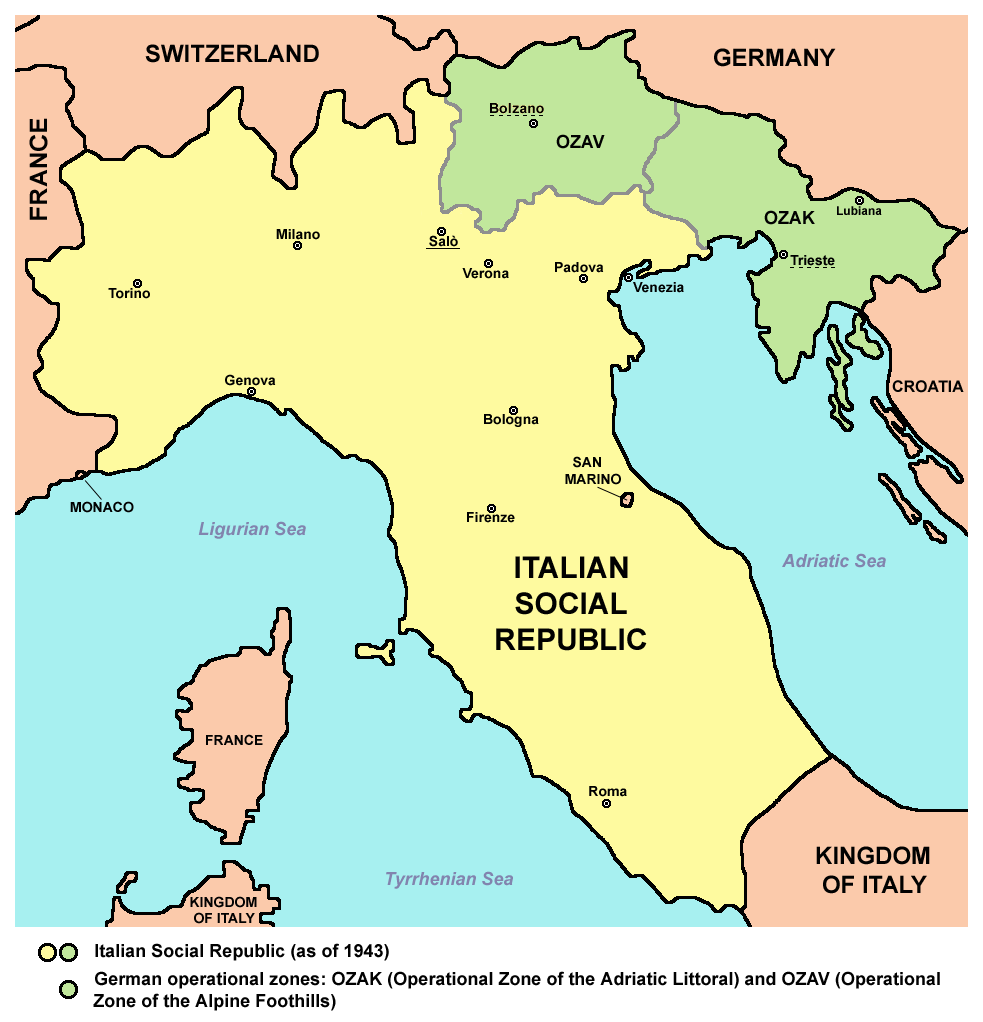
이탈리아 사회공화국의 영토

이탈리아 파시스트 지도자 베니토 무솔리니의 이탈리아 사회공화국(이탈리아어: Repubblica Sociale Italiana)은 이탈리아 왕국을 계승한 나라로, 1943년 9월 23일에 추축국에 가입했다.
무솔리니는 실각하고 1943년 7월 25일에 국왕 비토리오 에마누엘레 3세에게 체포되었다. 국왕이 공개적으로 독일에 대한 충성심을 나타냈지만, 연합군과의 비밀 휴전 협상을 타결했다. 그란사소 습격에서, 오토 스코제니가 이끄는 낙하산병 부대가 체포된 무솔리니를 구출했다.
안전하게 독일이 점령한 살로에서, 국왕은 지위를 잃고 무솔리니는 새로운 이탈리아 공화국의 대통령이라고 선언하였다. 그는 전쟁 기간 동안 독일의 꼭두각시로 작용했다.

#### 알바니아 (독일 하의 지배)
베니토 무솔리니가 자신의 이탈리아 그랜드위원회에 전복된 후, 알바니아는 무정부상태가 되었다. 이탈리아 점령 세력은 알바니아 국민 해방 운동 (NLM)이 일어나지 않은 북쪽을 점령하고 남쪽은 국민 전선이 점령했다. 이탈리아 군대의 알바니아인들은 게릴라 세력에 합류하였다. 1943년 9월에 게릴라가 티라나로 수도를 옮기지만, 다른 세력이 점령하기 전에 독일 낙하산병이 도시를 점령했다. 곧 긴 전투 후, 독일 최고사령부는 대알바니아와 알바니아 정부, 경찰, 그리고 빌리 콤베터의 군사의 독립을 인정하였다. 추축국들은 공산주의자들의 억제를 빌리 콤베터의 군사로 성공했다. 또한, 여러 빌리 콤베터 지도자들은 정권의 직책들은 맡았다. 독일군은 알바니아 관리들을 통해 많은 권력을 발휘하지 않았다. 대신, 그들은 알바니아인들이 원하는 것들을 제공하여 인기를 얻으려 시도하였다. 알바니아 합작 군대가 크라미나, 코소보, 마케도니아 서부, 남부 몬테네그로와 페세보를 병합했다. 리젠시의 고등 평의회의 정부가 알바니아 보수 정치인들이 주로 국가의 권력의 기능을 수행하기 위해 만들어졌다. 알바니아는 전쟁 전보다 제2차 세계 대전 종식 후 추축국에서는 유일하게 유대인이 더 많은 국가가 되었다. 그들의 자율성을 감안할 때, 알바니아 정부는 그들의 유대인의 수용을 거부하였다. 대신 그들은 위조된 서류들과 함께 유대인 가정을 제공하고, 알바니아 인구의 분산을 도왔다. 알바니아는 1944년 11월 29일에 완전 해방되었다.

#### 헝가리 (살러시 페렌츠 체제)
호르티 미클로시가 독일에 의해 감금되고 1944년에 헝가리가 붕괴한 후, 호르티는 왕위 강제 양위의 일환으로 판처파우스트 작전을 수행했다. 호르티의 퇴위 다음, 헝가리 왕국은 전체적으로 1944년 12월에 살러시 페렌츠 총리와 화살십자당이 이끄는 나치 정부가 되었다. 그의 정부는 독일의 명령에 순종하는 것과는 약간 다른 반란 정권이었다. 창설 하루 후에 부다페스트를 붉은 군대가 함락시키면서 전원 항복했다. 독일과 헝가리 나치 세력은 소련이 오기 전에 미리 방어하려 했지만 실패했다. 1945년 3월부터 5월 독일의 항복까지 헝가리는 독일에 망명정부를 두었다.

#### 바르다르 마케도니아
이반 미하일로브의 내부 마케도니아 혁명 기구(IMRO)는 친불가리아 성향의 마케도니아 정부를 만들어 마케도니아의 문제를 해결하려고 했다. 독일은 불가리아와 틀어져 있는 관계 속에 있었다. 그 문제는 1944년 8월 23일에 루마니아가 추축국을 탈퇴하고 독일에게 선전포고하자 나타났다. 이것은 소련이 불가리아로 진입하는 길을 만들었다. 따라서 소련은 9월 5일에 불가리아에 선전포고하였다. 이러한 사건이 일어나는 동안, 미하일로브는 크로아티아 독립국에 숨어 있다 나와서 스코페를 점령했다. 독일은 마케도니아를 만들러는 미하일로브의 계획을 허락했다. 국가 정당성을 부여하기 위해 협상가는 불가리아에 있었다. 히리스토 테타체브는, 레슨에서 미하일로브에게 대통령으로 지명했다. 그들의 노력에도 불구하고, 불가리아는 9월 8일과 9일에 조국 전선이 쿠데타를 일으켜 군주국의 지위를 잃었다. 미하일로브는 지도자를 거부하고 이탈리아로 도주했다. 스피로 키텐체브는 미하일로브 도주 후 총리가 되었다. 그는 친불가리아의 독일 국방군 소속으로, 불가리아 육군과 유고슬라비아 파르티잔에게 9월과 10월에 협력했다. 11월 중순에는 바르다르 마케도니아를 공산주의자가 점령했다. 바르다르 마케도니아는 발칸반도의 바르다르강에서 따 왔다.

#### 벨라루스 중앙 라다
벨라루스가 독일에게 점령된 후, 이 지역에서는 벨라루스 중앙 라다가 들어섰다. 이 지역은 지역 경찰인 비에라루스카쟈 크라요바야 아바로나가 있었다. 이 정부는 1944년 벨라루스 해방 후 사라졌다.

#### 류블라냐 보호령
1943년 슬로베니아가 독일에게 점령된 후, 이 지역에 소규모의 지방 정부가 들어섰다.

#### 노르웨이 (크비슬링 체제)
노르웨이에서는, 비드쿤 크비슬링이 점령된 노르웨이에서 원래 정부가 망명한 후 크비슬링 정부가 들어섰다. 크비슬링은 노르웨이 자원군으로 제5 SS 기갑 사단을 만들고, 유대인 추방 정책과 노르웨이 저항 운동의 주동자들을 체포했다.
45,000명의 노르웨이 부역자들은 친나치 정당인 국가단결당에 가입하고, 일부 경찰들은 유대인 체포에 협조했다. 그러나, 노르웨이는 1943년 전쟁 상황의 전환 전 저항 운동이 활발하게 이루어졌다. 전쟁 후, 크비슬링은 사형당하고, 크비슬링은 반역죄의 영어 단어의 시조가 된다.

### 독일-이탈리아 공동 지배국

#### 크로아티아 독립국

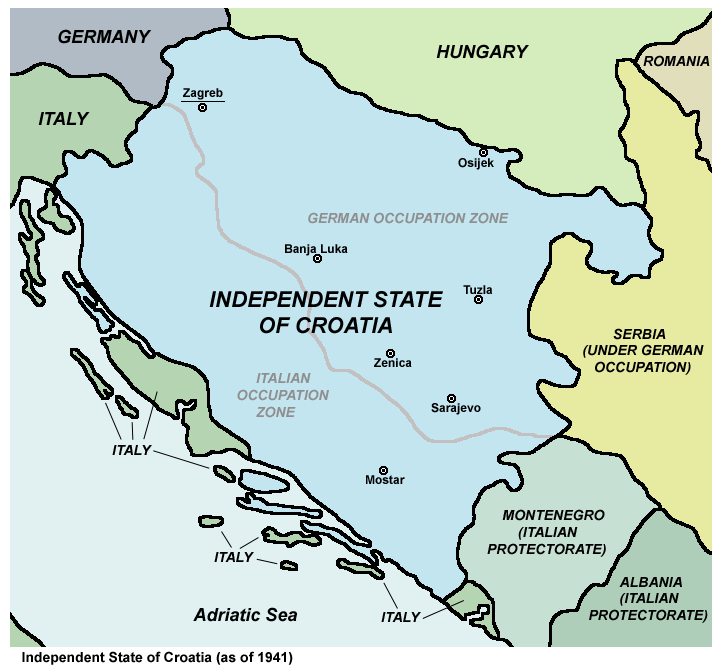
1941년 크로아티아 독립국의 영토

1941년 4월 10일, 크로아티아 독립국(크로아티아어: Nezavisna Država Hrvatska, 약칭 NDH)은 삼국 동맹 조약에 가입하여 추축국의 일원이 되었다. 크로아티아 독립국은 종전까지 추축국의 일원으로 유지하여, 후에 유고슬라비아 파르티잔에 의해 점령되었지만 후에도 독일과 함께 전투하였다. 1941년 4월 24일, 안테 파벨리치는 크로아티아 민족주의와 크로아티아 반란군의 군사 집단인 우스타샤 출신으로, 새로운 나라의 국왕으로 선출되었다.
크로아티아 반란군은 적극적으로 파벨리치를 받는 등 유고슬라비아와의 전쟁을 준비하고, 그를 로마에 상주하게 하여 베니토 무솔리니의 지원을 받게 했다. 이탈리아는 세력을 확장하는 데 도움을 받고, 유고슬라비아를 점령하는 움직임을 보여 아드리아해로의 진출을 보였다. 독일은 히틀러가 소련을 패배시킬 때까지 발칸반도의 전쟁에 관여하고 싶지 않았다. 그러나 이탈리아의 그리스 전쟁이 심해지자 독일은 그리스의 이탈리아 군대를 구하기 위해 유고슬라비아를 침공하고 싶었다. 히틀러는 마지못해 유고슬라비아를 침공하고, 크로아티아 독립국을 세웠다. 크로아티아군은 심하게 세르비아 유격대와 유고슬라비아 파르티잔의 요시프 브로즈 티토를 억압하여, 효과적으로 독일과 크로아티아간의 관계가 개선되었다.
파벨리치는 로마로 크로아티아 대표단을 이끌고 크로아티아의 국왕인 토미슬라브 2세(아이모네 디 사보이아아오스타 공작), 보스니아 헤르체고비나의 왕자인 빌보델, 이탈리아의 사보이 호텔에서 결정되었다. 다음 날 파벨리치는 이탈리아의 달마티아로 이탈리아와 크로아티아의 경계로 정하고, 무솔리니와 협정을 맺었다. 또한, 이탈리아 군대에게 아드리아 해의 통제권을 주고, 크로아티아의 해안선을 모두 점령할 수 있게 했다.
이 결정은 극도 민족주의자인 우스타샤 운동의 크로아티아인들은 세르비아가 지배하는 유고슬라비아 왕국에 독립하고, 크로아티아는 외국의 지배에 벗어나 급진적인 의제로 바뀐다. 우스타샤는 세르비아가 크로아티아인에 비해 인종이 열등한 것으로 보고 크로아티아 영토를 점령했는데, 크로아티아인 인종 청소 같은 사건이 벌어졌다. 유고슬라비아에 있는 많은 크로아티아 민족주의자들은 세르비아가 지배하는 유고슬라비아의 군주제를 반대하고 내부 마케도니아 혁명 기구와 함께 유고슬라비아의 알렉산다르 1세 국왕을 암살했다. 정권은 급진적 크로아티아 민족주의자를 지원했다. 우스타샤 부대는 체트니크와 유고슬라비아 공산주의 파르티잔과 세르비아와 전투하였다.
권력이 오는 즉시, 파벨리치는 크로아티아의 공식적인 군사력으로 크로아티아 방위군(크로아티아어: Hrvatsko domobranstvo)를 형성했다. 원래 16,000명의 남성이 있었으나, 피크 시기에는 13만명의 군대로 성장했다. 크로아티아 방위군에는 로마와의 계약에 의해 제한되어 있었지만 공군과 해군도 포함되어 있었다. 크로아티아 방위군 이외에도 파벨리치는 우스타샤 민방위군을 지휘했다. 많은 크로아티아인은 또한 SS 친위대에 지원했다.
우스타샤 정권은 1941년에 방공 협정에 서명하고, 우스타샤 민병들이 체트니크와 공산주의 파르티잔을 진압, 발칸 반도를 안정시키고 독일의 동부 전선에 병력을 보냈다.
이 존재 기간 동안, 우스타샤 정부는 세르비아인, 유대인, 롬 민족에 대한 인종법을 실시하고, 1941년 6월에는 야세노바츠 강제 수용소 또는 폴란드의 나치 독일 강제 수용소로 추방했다. 우스타샤 정권의 정확한 희생자는 여러 역사 학자들의 문서들이 불확실하고 대부분 파기되어 알 수 없다. 야세노바츠 강제 수용소에서의 피해자의 총수는 56,000명과 97,000명 사이이며, 70만명 이상 집계도 있다. 인종차별법은 우스타샤 민병에 의해 시행되었다.
우스타샤는 크로아티아의 광범위한 지원을 받고, 전체 인구의 7백만 명 중, 초기 4만 명의 지원병을 보냈다.

#### 그리스

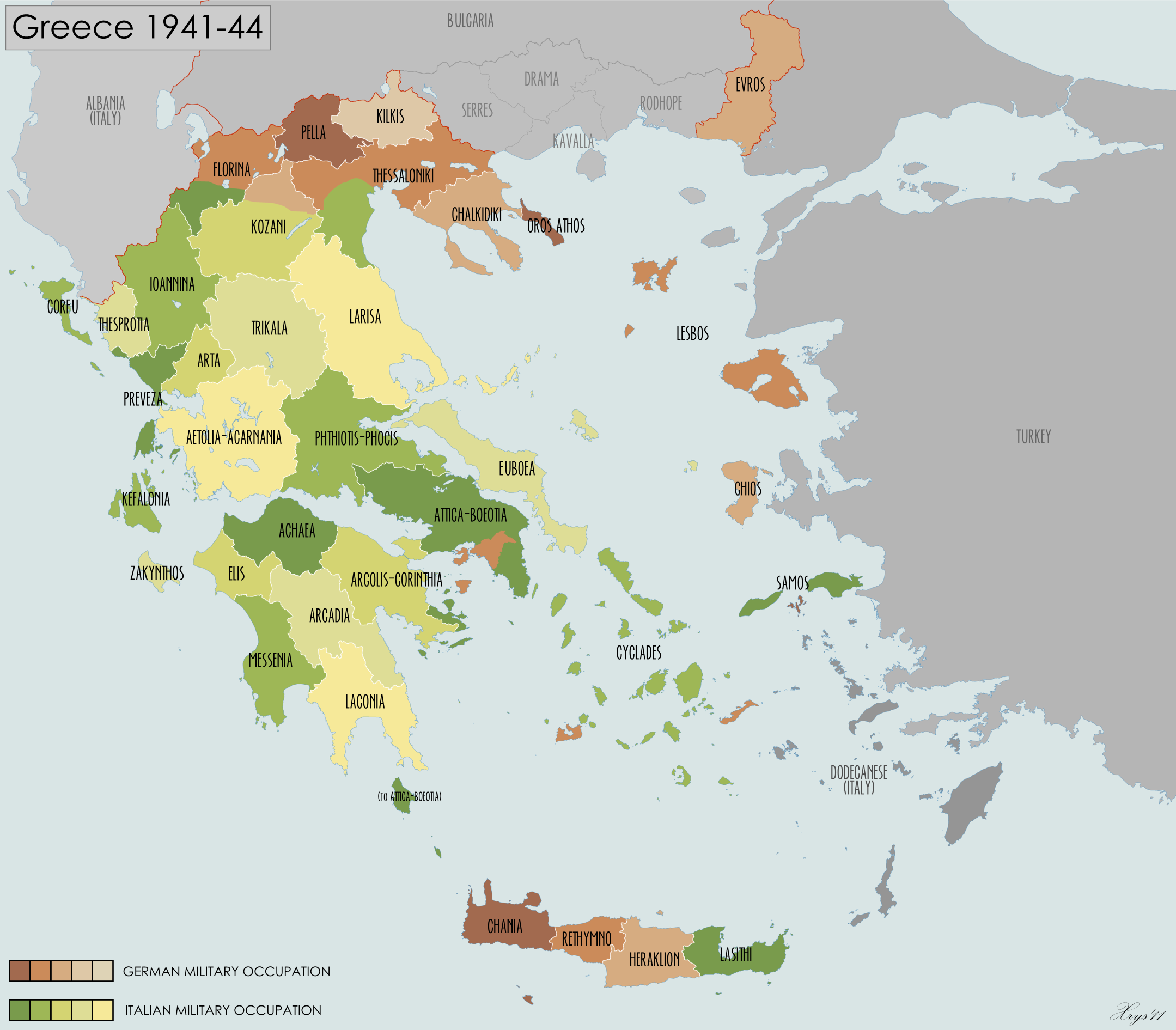
1941년 그리스의 영토

그리스 공방전과 크레타 전투 후, 그리스 망명정부는 이집트로 옮기고 그리스국은 이탈리아와 독일의 괴뢰국으로 1941년 5월에 세워졌다. 처음에는, 이탈리아의 부속의 그리스로 하고자 하였으나, 시민들의 불안을 피하기 위해 독일의 압력으로 불가리아에서 합병한 후, 이탈리아는 독일의 지원으로 괴뢰국을 형성했다. 이탈리아는 히틀러에 의해 그리스의 대부분에 의해 열렸지만, 전략적인 위치(중앙마케도니아, 동북부의 섬들, 크레타의 대부분과 아티키 주의 일부분) 이외에 국가 경제를 대부분 장악하고, 효과적인 협력자 정부를 독일군에 의해 열었다. 괴뢰 정권이 훨씬 진정한 권위가 있었으나, 시민의 충성을 얻지 못하고, 그것은 핀도스 공국과 같은 분리 움직임에 성공했다. 1943년 중반, 그리스의 저항은 별도의 행정부를 설정하고 산악의 대부분을 해방하였다 (자유 그리스). 이탈리아의 휴전 이후, 1944년 이탈리아 점령 영역은 독일의 무장 세력에 의해 점령되었다. 그러나, 일부 에게 해 섬에서는 독일의 수비군을 거부하고 오직 종전 후 항복했다.

### 이탈리아의 종속국

#### 몬테네그로 왕국

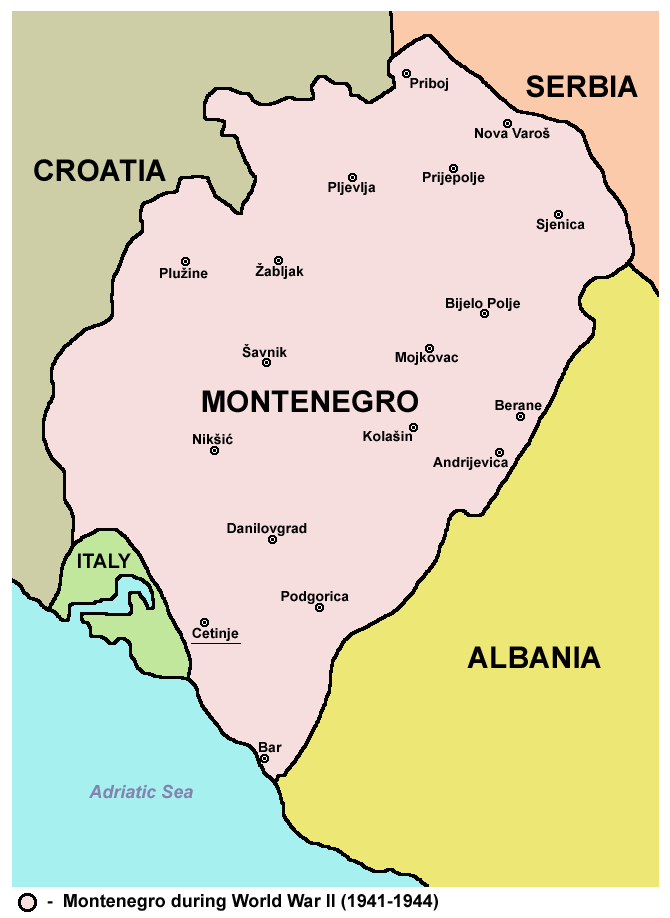
1941년 몬테네그로의 최대 영토

세쿨라 지르레비치와 몬테네그로 연방주의자당은 1941년 7월 12일에 몬테네그로 임시 관리회를 설립하고, 성 베드로 의회에 의해 이탈리아 지배 아래 몬테네그로 왕국 독립을 선언했다. 이 나라는 이탈리아에 의해 아드리아 바다를 향해 확대되었고, 유고슬라비아의 전 왕국을 독립시키는 대신 협조를 얻었다. 이 나라의 대부분의 지도층은 유고슬라비아 조국 육군에 의해 반역에 의해 체포되었다. 1940년 10월에는 지르리비치와 이탈리아가 공동 지배하고, 1941년 후에는 이탈리아가 직접지배하였다. 이탈리아 항복과 함께 1943년에는, 몬테네그로는 나치 독일이 직접 점령하였다.
1944년에는 지르레비치는 우스타샤가 형성되자 크로아티아 독립국에 망명 몬테네그로 정부를 세웠다. 이 후 여러 몬테네그로 민족 군대는 몬테네그로 인민 군대가 되었다. 파르티잔들은 이미 새로운 유고슬라비아 민주 연방 공화국의 형성으로 몬테네그로는 이미 해방되었다. 몬테네그로는 1944년 연합국의 강한 항공 폭격을 참아 냈다.

#### 알바니아 왕국

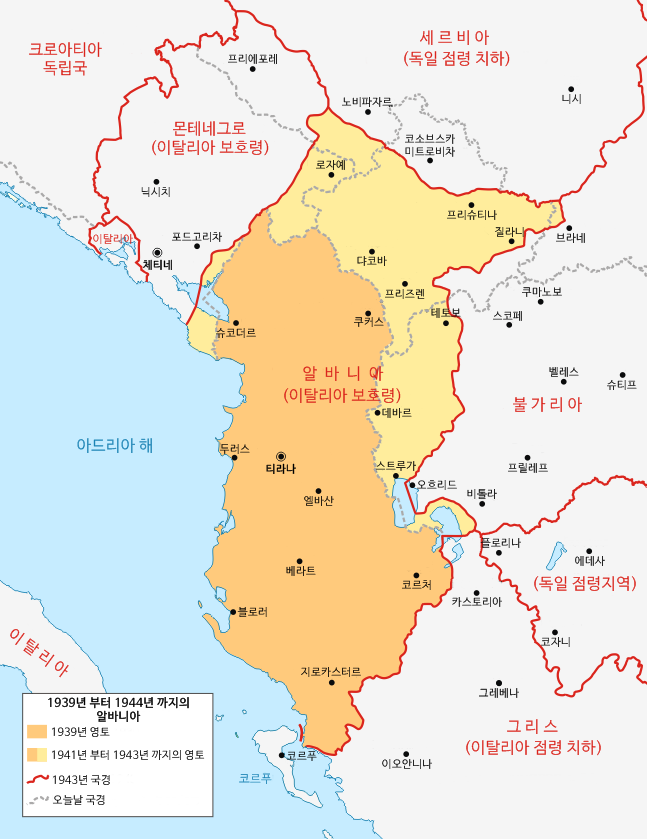
1941년 알바니아의 영토

알바니아는 오랜 기간 동안의 동맹과 보호에도 불구하고, 1939년 4월 7일 제2차 세계 대전 발발 5달 전 알바니아를 침공했다. 침공 후, 알바니아는 이탈리아 하의 종속국이 되고 국왕 비토리오 에마누엘레 3세는 알바니아 국왕도 겸하게 되었다. 이탈리아 통제하의 알바니아 군은 나중에 유고슬라비아와 그리스 침공에 참전하게 된다. 유고슬라비아 점령 후, 코소보는 이탈리아령 알바니아로 병합된다.
1943년 9월 이탈리아 항복 후, 종전까지 독일군에 의해 점령되었다.

#### 모나코
이탈리아군이 안톤 작전의 여파로 점령된 후, 소규모의 파시스트가 지배했었다. 이는 연합국이 드라군 작전으로 남프랑스가 해방된 후 모나코도 해방되었다.

## 추축국의 협력국

### 비시 프랑스

1941년 프랑스 분할 영토. 빨강 계열은 독일 점령 영토, 노랑 계열은 이탈리아 점령 영토이며, 보라색이 비시 프랑스이다.

프랑스와 프랑스 식민 제국은, 소위 비시 프랑스로 필리프 페탱이 1940년부터 1944년까지 추축국의 협력국이었던 국가이다.
페탱은 1940년 6월 16일에 프랑스 공방전에서 14일 파리가 점령된 후에 프랑스 제3공화국의 마지막 총리를 이어받았다. 페탱은 독일에게 평화 협정을 요청한 6일 후, 1940년 6월 22일에 정전 협정을 히틀러와 체결했다. 협정 조건에 따라 독일은 파리를 포함한 대도시의 3분의 2를 점령했다. 페탱은 비어 있는 남쪽 구역에서 10만명의 휴전 군대를 유지하는 것이 허락되었다. 이 숫자는 프랑스 식민 제국이나 프랑스 함대에 기반을 둔 군대도 포함되었다. 프랑스령 북아프리카와 프랑스령 적도아프리카는, 가봉이 자유 프랑스 소유가 된 후 12만 7천명의 군대를 두는 것이 허락되었다. 프랑스의 위임 영토인 레바논과 시리아는, 실질적인 유지를 하고, 프랑스의 식민지인 프랑스령 마다가스카르와 프랑스령 소말릴란드도 포함되었다.
휴전 후, 비시 프랑스와 영국과의 관계는 빠르게 악화되었다. 1940년 7월 30일에 영국은 프랑스의 강력한 해군이 독일에 들어올 까 두려워하여 메어스 엘 케버 공격을 감행하였다. 처칠은 프랑스 함대 공격하는 논쟁론적 결정을 옹호했지만, 프랑스인들은 자신의 행동을 받아들일 수 없었다. 독일의 선전은 옛 동맹국의 배신으로 취급하여 프랑스인들의 지지를 얻었다. 프랑스는 공격 이후 영국과의 관계를 깨고 전쟁 선포로 간주했다.
1940년 7월 10일에, 페텡은 프랑스 국회의 다수에 의해 긴급 전권이 주어졌다. 국회에 의해 새로운 헌법이 통과되었으며 비시 프랑스(프랑스어: État Français)가 프랑스 제3공화국을 이어 세워졌다. 그리고 국가 원수는 필리프 페탱이 가지기로 하였다. 새 정부는 1942년까지 미국이 프랑스의 합법 정부로 인정받았다. 인종법이 프랑스와 그 식민지에 적용되었으며 프랑스 유대인들은 독일로 추방되었다. 공화국의 마지막 대통령인 알베르 르브륑은 1940년 7월 10일에 비질레로 옮겼다. 1945년 4월 25일, 페탱의 재판 중 르브륑은 그가 사임하지 않았으므로 독일 패망 이후 권력을 물려줄 것이라고 변호했다.
1940년 9월에 비시 프랑스는, 일본의 프랑스령 인도차이나 침공으로 잃고, 대략 오늘날의 베트남, 라오스, 캄보디아를 포함한 영토들을 포함한 식민지를 정복하고 보호국 연맹을 세웠다. 비시 정권은 일본 점령하에 식민지를 계속 관리하였다. 프랑스령 인도차이나, 태국, 영국령 말레이시아 보르네오는 일본 침략의 발판이었다. 1945년, 일본의 후원하에 캄보디아, 베트남 왕국은 일본의 괴뢰국 상태로 유지되었다.
영국은 프랑스 장교인 샤를 드 골은 프랑스 식민지 제국을 끌어들이기를 천명하자, 런던은 자유 프랑스 운동을 지원하기 시작하였다. 1940년 9월 26일, 드 골은 프랑스령 서아프리카의 항구에서 연합군에게 다카르 전투를 이끌었다 (서아프리카 전역). 군대는 페탱에게 충성하는 무리를 해고하고, 드 골과 연합군은 이틀간 치열한 전투를 하였다. 비시 프랑스의 여론은 격분하였고, 비시는 독일로 돌아섰다.
비시 프랑스는, 독일과 이탈리아가 지원하는 1941년 앵글로-이라크 전쟁에서 이라크를 지원하기 위해 시리아의 프랑스 공군 기지를 이용하였다. 연합군은 대응 공격으로 시리아-레바논 전역으로 비시 프랑스는 중동 식민지를 잃게 된다. 1942년, 연합군은 프랑스령 마다가스카르를 공격, 점령하였다.
비시 프랑스는 일부 상당한 반공산주의 운동이 있었고, 그 결과 자원하여 동부 전선에 독일군과 함께 전투하였다. 거의 7천명의 자원자의 반공산주의자인 프랑스 지원 군단(프랑스어: Légion des Volontaires Français, LVF)는 1941년부터 1945년까지 거의 7500명이 속해 있었고, 샤를마뉴 사단은 무장 친위대와 함께 1941년부터 1945년까지 LVF와 함께 동부 전선에서 전투했다. 히틀러는 프랑스군이 군사 동맹이라 생각하지 않고, 그리고 끊임없이 비시 프랑스의 군사력을 성장시키지 못하게 했다.
정치 이외의 독일과 비시의 공동 작업은 본질적으로 프랑스 내의 공장을 이용하여 독일군에게 차량을 제공하는 것 뿐이었다.
1942년 11월, 비시 프랑스군은 잠시 토치 작전으로 인한 연합군 공격을 저지하지만, 승리하지 못했다. 제독 프랑스와 다를랑은 지역 장교와 협상했다. 상륙에 대응하기 위한 비시 정부의 무능력으로, 독일 군대는 남부 프랑스와 튀니지, 프랑스령 북아프리카를 점령하여 프랑스 보호령을 세웠다. 프랑스 본토의 프랑스군은 해체되었다. 튀니지의 베는 독일과 우호 정부를 세웠다.
1943년 중반, 북아프리카의 옛 비시 당국은 자유 프랑스와의 합의로 알제에 임시 프랑스 정부를 세우고, 프랑스 국민 해방 위원회(프랑스어: Comité Français de Libération Nationale, CFLN)로 알려진 단체는 다렌에서 이끌었다. 그러나, 그의 사망 이후 프랑스의 지도자는 전반적으로 드골이 되게 되었다. CFLN은 새 군대를 제기하고, 다시 훈련하여 연합군의 지휘하에 다시 프랑스군을 세웠다.
모든 군대를 해체당한 후, 비시 정부는 1944년 여름까지 프랑스 본토에서 계속 활동했지만, 프랑스령 인도차이나 주변의 군대를 제외하고는 영토 주권과 군사의 대부분을 잃었다. 1943년, 프랑스 민병대가 세워진 이후, 서서히 독일군과 전투하는 프랑스 레지스탕스가 형성되었다.

### 협력국으로 논쟁이 되는 국가
이 곳에 나열된 국가는 공식적으로 추축국 회원이 아니였지만, 전쟁 기간 동안 어떤 시점에서 하나 이상의 추축국으로 보이는 논란이 되는 관계를 한 나라이다.

#### 아르헨티나
제2차 세계 대전의 초기 동안, 아르헨티나는 공식적으로 중립국으로 남아 있는 동안 추축국과 밀접한 관계를 맺었다. 추축국과의 긴밀한 이런 관계는, 아르헨티나의 이웃인 브라질이 미국과의 무기 선적을 취소하면서 가중되었다. 그러나, 미국 무기 선적을 취소한 후 새로 당선된 대통령인 라몬 카슬로에 의해 더 가까워졌다. 1942년, 아르헨티나는 비행기, 무기 선적 및 기타 장비 구매 요청과 함께 독일에게 접근하였다. 아르헨티나 장교 도밍고 마트넨즈와 대통령 카슬로는 미국의 최후 통첩과 함께 브라질과의 관계가 악화되었다. 아르헨티나는 브라질과 우루과이가 미국의 지원으로 잠재적인 적국이 형성되기를 두려워하였다. 카슬로는 초기에는 아르헨티나의 지리상 전쟁을 견딜 것으로 믿고, 추축국 가입을 결정했다. 브라질이 1942년 8월에 연합국에 가입하자, 아르헨티나는 독일과의 무기 협정으로 인해 전쟁 이외의 호전적인 선언으로 받아졌다. 카슬로는 제2차 세계 대전에서 추축국이 승리할 것이라 생각하였다.
1943년, 페드로 파블로 라미레스의 군사 쿠데타로, 아르헨티나 정부는 흐트러졌다. 1944년 미국 정부는 아르헨티나를 군사독재 정부로 규정하고, 재정 및 무역 규제를 시행하고 동일한 절차를 다른 나라에게도 촉구하였다. 영국 당국은 아르헨티나의 외교 관계를 끊고, 독일의 아르헨티나 특사를 사로잡았다. 1944년 1월, 영국과 미국의 압력으로 라미레스는 추축국과의 모든 관계를 끊었다. 아르헨티나는 미국이 양보하여 라미레스가 사직되었다. 전쟁의 나머지 기간 동안, 미국은 친추축 세력으로 인해 아르헨티나에 대한 제재 조치를 계속하였다. 독일의 패배가 확실할 때, 아르헨티나는 1945년 3월에 선전포고 하였다.
아르헨티나와 나치 독일 사이의 긴밀한 유대 관계는, 전쟁이 끝나기 직전 논란이 되었고 전쟁 후 나치 자본과 탈출자들은 1944년 아르헨티나에 속속 도착하였다.

#### 덴마크
1939년 5월 31일, 덴마크와 독일은 서로의 군사 동맹을 포함하지 않은 불가침 협정을 체결했다. 1940년 4월 9일, 노르웨이와 덴마크의 영국 해저 광산의 구실로, 양국을 침공했다. 국왕 크리스티안 10세는, 그들은 작전에 거부하면 독일의 폭탄 테러를 걱정하며, 독일의 점령하에 명목적으로 "제국에 의한 보호"를 선언했다. 역대 세 총리인 토르발드 스타우닝, 빌헬름 불, 에리크 스카베니우스는 줄곧 독일과의 협력 정책을 고수했다.
- 덴마크는 추축국 협력국과 괴뢰국에 외교 인식을 확장하고, 독일에 의한 점령 국가의 정부 인사 추방을 하고, 독일과의 외교 관계를 수정했다. 덴마크는 소련과의 외교 관계를 깨고, 1941년에 방공 협정에 가입했다.[58]
- 1941년, 덴마크의 덴마크 자유 군단은 동부 전선에서 친위대와 국가사회주의 덴마크 노동자당과 함께 독일 국방군의 일원으로 참가했다. 정부의 다음과 같은 진술로 군단의 제제로 해석되었다.[59] 덴마크 자유 군단은 덴마크 왕립군과 함께 10년 동안 독일을 지원했다.[60] 4천명에서 1만명의 덴마크인[61] 들과 왕립 덴마크군이 덴마크 자유 군단에 속했었다. 이 병사들 중 3,900명은 세계 대전 동안 전투 중 사망했다.
- 덴마크는 1941년 독일에게 여섯 척의 어뢰선을 제공하지만, 그 해군은 1943년 계엄령이 내려질 때까지 덴마크의 지휘하에 남았다.
- 덴마크는 군대와 요새 유지 비용에 대한 대출뿐 아니라, 독일에게 농업과 공업품을 제공했다. 대서양 방벽 요새의 덴마크 부분에 대한 건설을 허용하고, 독일은 거의 무이자로 덴마크 국립은행에게 대출을 받았다. 대서양 방벽의 50억 덴마크 크로네의 비용을 사용하고 덴마크 정부는 이러한 비용은 나중에 상환받을 것으로 약속받았지만, 이 계획은 무산되었다.

덴마크 보호령의 정부 각료들은 독일 당국의 계엄령에 의해 1943년 8월 29일 사임되기 전까지 유지되었다. 왕립 덴마크 해군은 독일의 32척의 대형 선박을 이용하는 것을 막았다. 독일은 14척을 압수하고 크고 작은 50척의 선박을 나중에 얻고 침몰한 15척의 선박을 얻었다. 덴마크 함대의 자침 동안, 대형 선박 네척이 스웨덴 영해에서 성공하고, 13척은 탈출하였다.  1944년 가을, 탈출한 선박들은 공식적으로 망명 덴마크 해군을 세웠다. 1943년, 스웨덴 당국은 경찰 병력을 훈련시키기 위해 스웨덴에서 5백명의 덴마크군을 허가했다. 1944년 가을, 스웨덴은 4,800명을 모으고 망명 덴마크 육군을 세우게 해주었다. 덴마크 협력은 독일 지휘 아래 덴마크 행정부가 지속되는 동안 계속되었다.
시민들 사이의 독일 저항은 1943년 전에는 거의 존재하지 않았고, 계엄령 선언 이후 증가했다. 정보부의 작전인 덴마크 저항 운동의 구호는 "누구에게도 뒤지지 않는다"이고, 원수 버나드 몽고메리가 덴마크를 해방하였다.

#### 소련
1939년, 소련은 독일과 독일-소련 불가침 조약을 맺었다. 1939년 8월 23일, 소련은 독소 불가침조약의 비밀 조약에 유럽의 핀란드, 발트 3국, 불가리아, 루마니아를 서로 나누는 협정도 있었다.
조약이 체결되고 일주일 뒤인 9월 1일, 독일의 폴란드 침공으로 제2차 세계 대전이 발발했다. 소련은 9월 17일부터 28일까지 조약을 근거로 나치 독일과 공동으로 폴란드를 침공하여 폴란드에서 카틴 숲 대학살, 폴란드인의 굴라크 배치 등의 조치가 이루어졌다.
그 후, 소비에트 연방의 발트 3국 점령으로 리투아니아, 에스토니아, 라트비아를 점령하고, 또한 루마니아의 베사라비아와 북부 부코비나도 점령했다. 소련은 1939년 11월 30일에 핀란드를 공격함으로 겨울 전쟁이 시작되었다. 핀란드의 방어 결과, 모스크바 평화 조약으로 점령당하지는 않았지만, 핀란드는 근처의 전략적 지점인 레닌그라드 주변 국경 지역과 항코를 조차해야 했다.
소련을 통하여 독일은 독일-소련 통상 조약 (1939년)과 독일-소련 통상 조약 (1940년)으로 전쟁 경제에 중요한 자원들을 지원받을 수 있었다(인산염, 크롬과 철광석, 미네랄 오일, 곡물, 면, 고무). 이것 및 기타 수출품은 소련이 점령한 폴란드 영토를 통해 운송되고 영국 해군 봉쇄를 우회할 수 있었다.
1940년 10월과 11월, 베를린에서의 광범위한 논의와 함께, 소련의 추축국 가입 가능성을 염두에 두었다. 스탈린은 나중에 개인적으로, "바투미와 바쿠 남부의 일반적인 영향으로 페르시아만은 소련의 포부의 중심이며, 현재의 이란, 이라크, 불가리아의 점령 영역을 주장하였다."라고 말하며, 여러 가지 비밀 조약에서 나중에 11월에 별도의 편지에 반박문으로 작성하였다. 히틀러는 스탈린의 편지를 받지 않았다. 곧바로 그 이후, 히틀러는 소련을 점령하기 위한 최종 비밀 지시문을 내렸다.
독일은 독-소 불가침 조약을 종료하고 바르바로사 작전을 1941년 6월 22일에 시작했다.

#### 스페인 (프랑코 정권)
프란시스코 프랑코의 프랑코 정권은 추축국에 대한 전쟁 경제와 군사 지원을 하면서 명목상 중립이었다. 프랑코는 스페인을 추축국의 구성원으로 히틀러와 무솔리니와 함께 1941년 방공 협정에 서명했다. 서명의 구성원인 팔랑헤당은 스페인에서 당대회가 벌어지고 포르투갈와 지브롤터 점령을 주장했다. 팔랑헤당도 스페인 식민지인 탕헤르, 프랑스령 모로코, 프랑스령 알제리를 점령하는데 도움을 주었다. 스페인은 또한 옛 라틴아메리카 식민지에 대한 야망을 가졌다. 1940년 6월, 스페인 정부는 스페인 영토 할양을 인정하는 대가로 독일에게 동맹 제안서를 내었다. 현 알제리의 오랑, 모로코의 독립, 스페인령 사하라의 확장, 프랑스령 카메룬의 스페인령 기니와 합병이 조건이었다. 1940년, 스페인 침공과 탕헤르의 국제 영역이 된 후, 1945년까지 지속되었다. 1940년 11월 스페인과 영국 사이에서 분쟁이 일어난 후, 스페인에서의 영국 권리 보호를 인정하고 영역을 강화하지 않기로 하였다.
프랑코가 스페인 내전에서 승리한 후, 나치 독일과 파시스트 이탈리아는 유럽의 다른 곳에서도 파시즘을 세울려고 하였다. 스페인은 독일에게 2억 1,200만 달러 상당의 군수품을 빚지고, 스페인 내전 동안 이탈리아군은 프랑코측에서 스페인에서 전투에 참가했다.
독일이 1941년 바르바로사 작전으로 소련을 침공하자, 프랑코는 군사 자원 봉사자들을 묶어 군병력을 제공했다. 이것은 히틀러가 수용하여 2주만에 부서를 형성할만큼 성장하였다. 이 사단은 블루 사단으로 이름붙여졌다.
세계 대전 중의 스페인의 참전 가능성은 특히 푸에르토리코같은 친팔랑헤당과 친프랑코 정서가 높은 지역과 라틴아메리카의 스페인 지배에 우려한 미국이 조사했다. 라틴아메리카에서의 스페인의 외교는 팔랑헤당이 미국의 지배에 대항하여 전투하고, 스페인의 옛 식민지를 지원하는 것이였다. 태평양 전쟁 발발 이전, 프랑코와 팔랑헤당은 필리핀의 지원을 높였다. 팔랑헤당 외관은, 팔랑헤당은 국제적으로 필리핀의 일본 세력에 동조했다.

## 독일, 이탈리아, 일본의 전쟁 협력

### 독일-일본 추축국 협력

#### 독일과 이탈리아의 미국과의 전쟁 선언

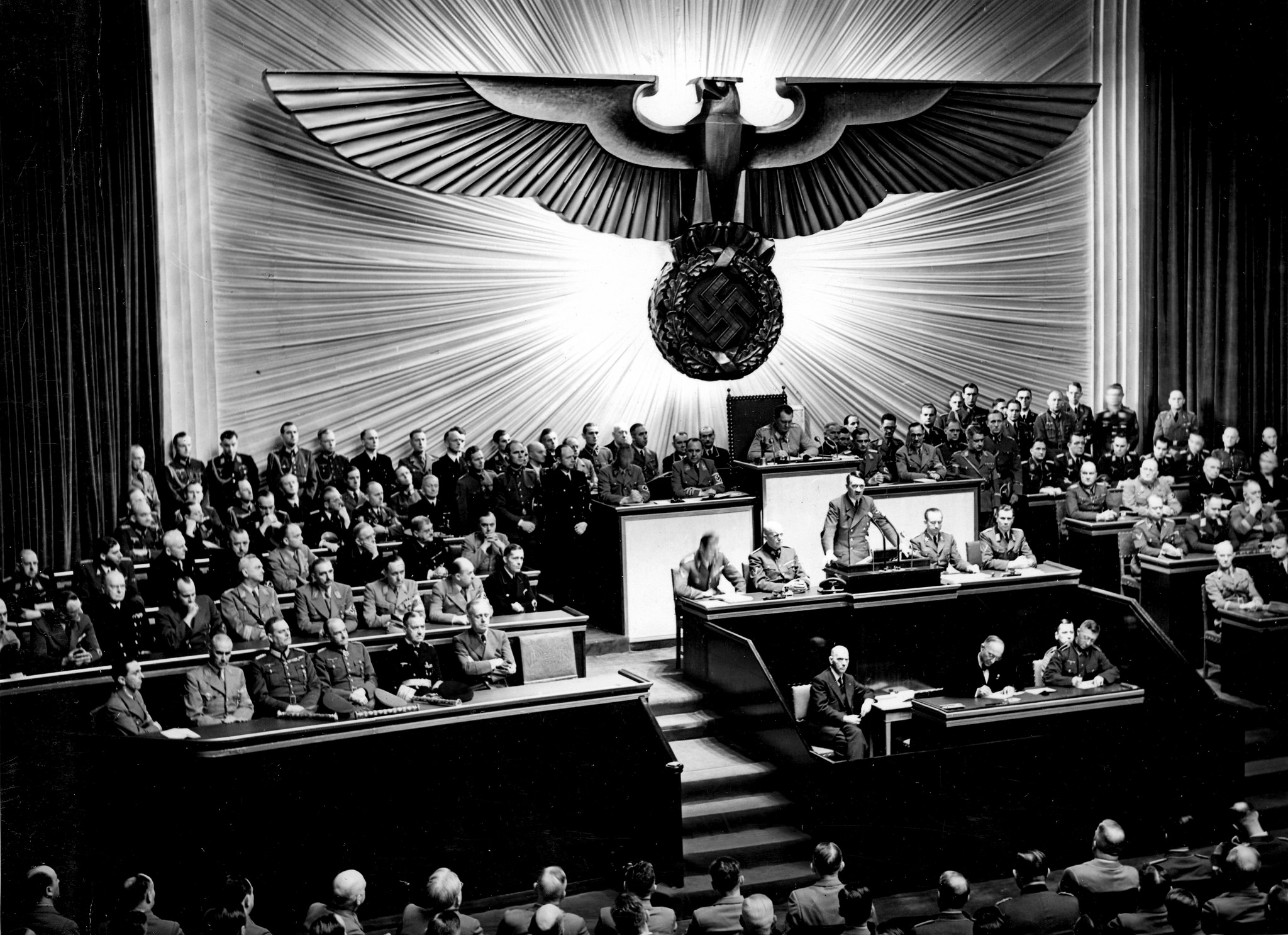
히틀러가 1941년 12월 11일에 미국에게 선전포고하는 모습.

1941년 12월 7일에, 일본은 하와이에 진주만 공격을 하였다. 삼국 동맹 조약의 조건에 따라, 나치 독일은 그들이 공격을 받을 때만 동맹국의 방위가 필요했다. 최초에 일본의 공격으로 전쟁이 발발했기 때문에, 독일, 이탈리아는 12월 8일에 미국에게 전쟁 선언의 필요와 태평양의 몇 가지 전초 기지 공격 후, 12월 11일 역습할 때까지 선전포고가 필요하지 않았다. 히틀러는 독일 의회에 공식적으로 이탈리아와 함께 미국에게 선전포고 한다.
히틀러는 1941년 12월 11일에 일본 제국에게 보내는 불명예 연설을 발표했다.
| “ | 일본 정부의 이 사실은, 수년 동안 협상한 이 사람(프랭클린 루즈벨트)은 마지막으로 이러한 가치없는 방법으로 조롱되고 있으며, 우리 모두, 독일 국민들은 깊은 만족을 얻고 있다...독일과 이탈리아는 드디어 미국과 영국 공동과 일본과의 투쟁을 성공시키기 위해, 그리고 방공 협정, 삼국 동맹 조약을 성립시키기 위해 자신의 민족의 자유와 독립의 의지를 얻기 위하고 있다...영국과 함께 공개된 세계 지배와 독재는, 미국을 겨냥한 루즈벨트의 정책의 연장으로써, 독일, 이탈리아, 일본의 권리에 이의를 제의할려면 어떠한 수단을 가리지 않는 존재이다...뿐만 아니라, 독일과 이탈리아는 이러한 역사적인 시대에서 국가의 존재는 아마 영원히 결정될 것이다. 우리는 이해할 만한 충분한 통찰력과 힘을 가지고 있기 때문이고, 또한 우리는 일본의 동맹국이기 때문이다. | ” |

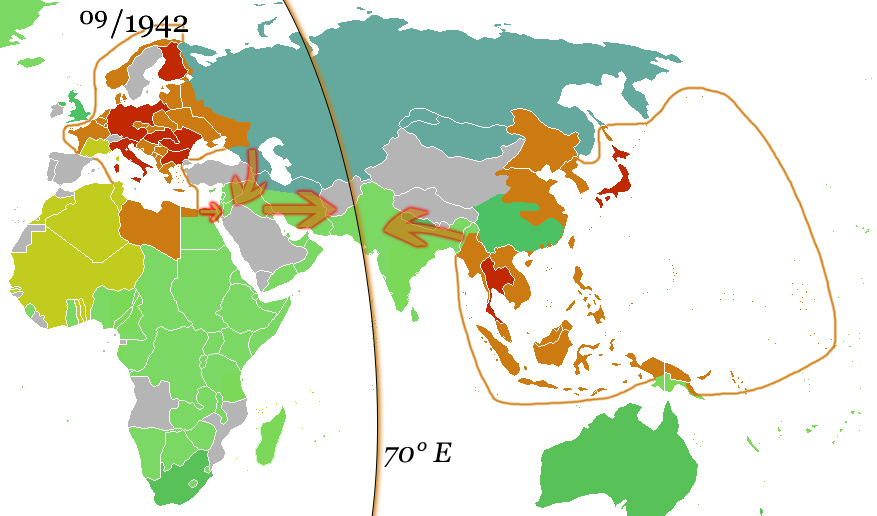
독일과 이탈리아의 1942년 가을 최대 진격선. 화살표 방향으로 진격하고, 동경 70°에 예상 합의선을 그었다.

미국에 대한 이 전쟁 선언은, 미국이 어떠한 제한도 없이 독일과 전쟁하는 소련과 영국과의 동맹에 가입하는 것으로 추축국의 가장 큰 실수로 생각된다. 따라서, 미국은 효과적으로 서부 유럽에서 독일 지배를 끝내기 위해 전략 폭격을 하고, 대륙의 양쪽 침공에 참가했다. 그러나, 히틀러는 전쟁이 시작하기도 전에 미국의 중립성에 의문을 가졌다. 그들이 가지고 있던 정보를 바탕으로, 독일은 레인보우 5를 잘 알고 있었고, 전쟁 시작 후, 미국의 군사력은 상승되었다. 그 결과, 독일은 나중에 1943년 미국과의 전쟁을 예상하지 않았다. 대규모 해군 확장 프로그램도 시작되었다. 1917년의 사건의 경우, 미국의 전쟁 산업은 이미 1941년에 영국에게 공급되는 대규모 군사 모집도 시작되었다.
그럼에도 불구하고, 독일과 이탈리아의 초기 전쟁 정책은 미국과의 대립을 피하는 것이 좋은 전략이라는 믿음을 반영했다. RMS 루시타니아 사고같은 미국을 건드릴 수 있는 잠재적인 사고를 막기 위해 노력했다. 그러나, 고립주의자들의 큰 미디어 영향력으로 인해 그들의 평판을 잃었다. 또한, 널리 동원하는 미국에 대해 좀 더 시간을 갖고 그들이 지금까지 생각한 것보다 전쟁 영향력이 컸다. 진주만 침공 당시, 당시에도 소련보다 빠른 승리를 달성할 수 있었다. 유라시아에서의 소련의 승리는 크게 일본의 지배 세력(대동아 공영권), 독일과 이탈리아의 위치로 인해 생겼다. 기발한 히틀러가 권력의 균형을 회복하고 결국 다른 사람에 의해 소련의 승리를 얻은 후, 미국에 맞서 유럽을 정복하고 싶었으나, 전쟁의 시간 동안 미국의 참전으로 깨졌다.

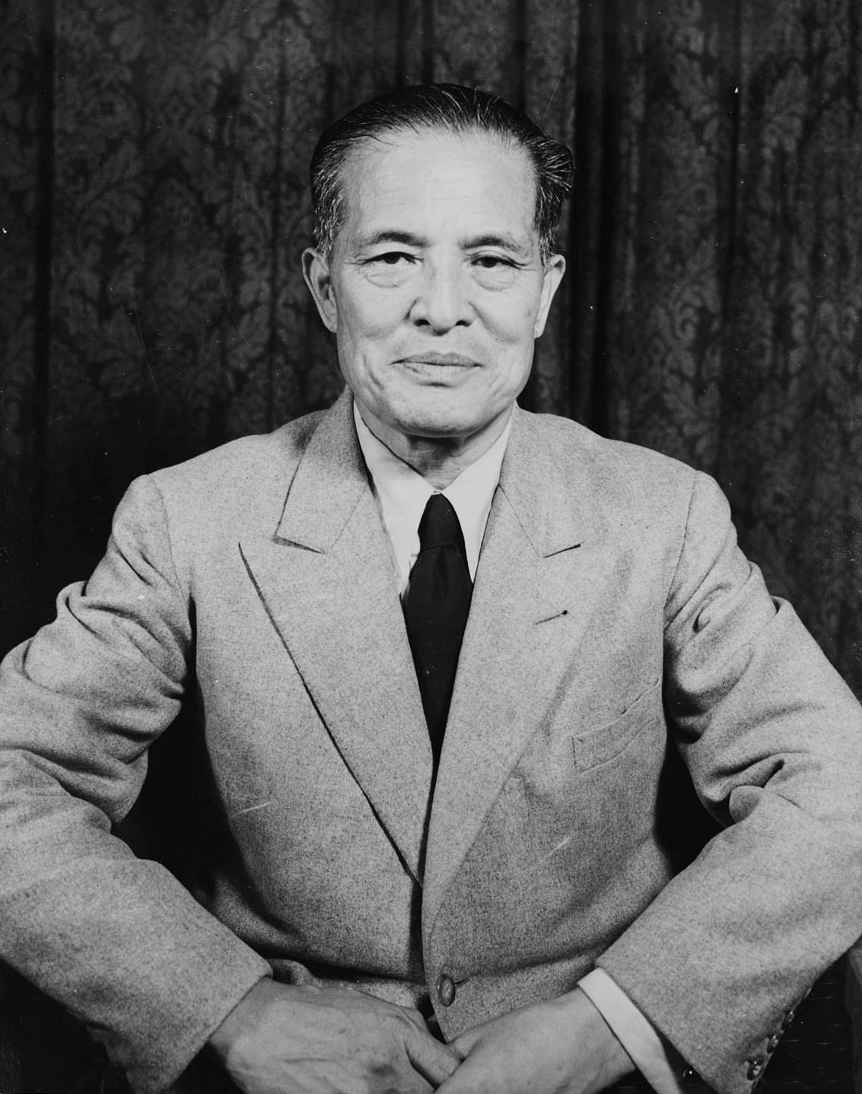
남작 오시마 히로시.

히틀러는 나치 독일의 일본 대사로 오시마 히로시를 진주만 공격 후 1급 독일 독수리 훈장을 받았다. 다음은 그가 한 말 중 일부이다.
| “ | 당신은 전쟁 권리를 선언했다. 이 방법은 적절한 것 중의 한 가지이다. 일본은 이전에 그것을 추구하며 가능한 한 협상 프로그램을 이용했다. 그러나, 하나가 다른 하나 이상의 것을 보면, 하나는 수치스럽고 모욕스럽고, 합의가 되지 않을 때 전쟁을 선포하는 것이지, 낭비를 해서는 안 된다. | ” |

## 같이 보기
일반 정보
- 연합국 (제2차 세계 대전)
- 제2차 세계 대전 중의 추축국과의 협력
- 제2차 세계 대전 참전국
- 추축국 지도 정부 또는 점령지 목록
- 추축국의 팽창 작전 및 계획
- 제2차 세계 대전 중 추축국의 대외 관계
- 제2차 세계 대전 중 추축국의 지도자
- 제2차 세계 대전의 추축국의 승리

협정과 조약
- 삼국 동맹 조약
- 강철 조약
- 방공 협정
- 리시-리벤트로프 조약
- 독일-소련 불가침 조약 (몰로토프-리벤트로프 조약)
- 소비에트 연방-일본 중립 조약
- 제2차 세계 대전 동안 추축국의 아시아 분단 협상과 A-A 선

전쟁 목표
- 새 질서 (나치즘)
- 대 게르만 제국
- 대 일본 제국
- 대동아 공영권
- 대 이탈리아 제국
- 팔굉일우
- 두 번째 책

픽션
- 제2차 세계 대전의 추축국의 승리

## 참고 문헌
- Weinberg, Gerhard L. (2005). 《A World at Arms: A Global History of World War II》 2판. NY: Cambridge University Press. ISBN 0521853168. Provides a scholarly overview.
- Dear, Ian C. B.; Foot, Michael; Richard Daniell (eds.) (2005). 《The Oxford Companion to World War II》. Oxford University Press. ISBN 019280670X. A reference book with encyclopedic coverage of all military, political and economic topics.
- Kirby, D. G. (1979). 《Finland in the Twentieth Century: A History and an Interpretation》. C. Hurst & Co. Publishers. ISBN 0-90-5838157.
- Kirschbaum, Stanislav (1995). 《A History of Slovakia: The Struggle for Survival》. New York: St. Martin's Press. ISBN 0-312-10403-0. Entails Slovakia's involvement during World War II.
- Nekrich, Aleksandr Moiseevich; Ulam, Adam Bruno; Freeze, Gregory L. (1997). 《Pariahs, Partners, Predators: German-Soviet Relations, 1922-1941》. Columbia University Press. ISBN 0231106769.
- Cohen, Philip J.; David Riesman (1996). 《Serbia's Secret War: Propaganda and the Deceit of History》. New York: Texas A&M University Press. ISBN 0890967601.
- Roberts, Geoffrey (1992). “Infamous Encounter? The Merekalov-Weizsacker Meeting of 17 April 1939”. 《The Historical Journal》 (Cambridge University Press) 35 (4): 921–926. doi:10.1017/S0018246X00026224. JSTOR 2639445.